# 曹魏列侯列表 (功臣)
曹魏列侯承襲漢制，分縣侯、鄉侯、亭侯三等。列侯置家臣，食邑千戶以上者置家丞、庶子各一人，不滿千戶者僅置庶子一人。
下表列出曹魏可考的功臣列侯。分親屬食邑所封的列侯，不獨立列出，見本封表格末行。

## 東漢始封

### 高安鄉侯
| 事項 | 封爵                                               | 謚                                                 | 姓名                                               | 在位時間                                           | 備註                                               |
| 始封 | 高安鄉侯                                           | 忠侯                                               | 夏侯惇                                             | －220年                                            |                                                    |
| 襲封 | 高安鄉侯                                           |                                                    | 夏侯充                                             |                                                    | 夏侯惇子                                           |
| 襲封 | 高安鄉侯                                           |                                                    | 夏侯廙                                             |                                                    | 夏侯充子                                           |
| 襲封 | 高安鄉侯                                           |                                                    | 夏侯劭                                             |                                                    | 夏侯廙子                                           |
| 襲封 | 高安鄉侯                                           |                                                    | 夏侯佐                                             | －266年                                            | 夏侯惇孫                                           |
| 食邑 | 700戶→2500戶（207年）                              | 700戶→2500戶（207年）                              | 700戶→2500戶（207年）                              | 700戶→2500戶（207年）                              | 700戶→2500戶（207年）                              |
| 分封 | 黃初中，分夏侯惇食邑千戶，賜其七子二孫爵皆關內侯。 | 黃初中，分夏侯惇食邑千戶，賜其七子二孫爵皆關內侯。 | 黃初中，分夏侯惇食邑千戶，賜其七子二孫爵皆關內侯。 | 黃初中，分夏侯惇食邑千戶，賜其七子二孫爵皆關內侯。 | 黃初中，分夏侯惇食邑千戶，賜其七子二孫爵皆關內侯。 |

### 東武亭侯→崇高鄉侯→平陽鄉侯→定陵侯
| 事項 | 封爵                                         | 謚                                           | 姓名                                         | 在位時間                                     | 備註                                         |
| 始封 | 東武亭侯                                     |                                              | 鍾繇                                         | －220年                                      |                                              |
| 始封 | 崇高鄉侯                                     |                                              | 鍾繇                                         | 220年－223年                                 |                                              |
| 始封 | 平陽鄉侯                                     |                                              | 鍾繇                                         | 223年－226年                                 |                                              |
| 始封 | 定陵侯                                       | 成侯                                         | 鍾繇                                         | 226年－230年                                 |                                              |
| 襲封 | 定陵侯                                       | 惠侯                                         | 鍾毓                                         | －263年                                      | 鍾繇子                                       |
| 襲封 | 定陵侯                                       |                                              | 鍾駿                                         |                                              | 鍾毓子                                       |
| 食邑 | 1300戶→1800戶（226年）                       | 1300戶→1800戶（226年）                       | 1300戶→1800戶（226年）                       | 1300戶→1800戶（226年）                       | 1300戶→1800戶（226年）                       |
| 結局 | 西晉太康中，尚未國絕。                       | 西晉太康中，尚未國絕。                       | 西晉太康中，尚未國絕。                       | 西晉太康中，尚未國絕。                       | 西晉太康中，尚未國絕。                       |
| 分封 | 黃初中，分封鍾繇弟鍾演及子鍾劭、孫鍾豫列侯。 | 黃初中，分封鍾繇弟鍾演及子鍾劭、孫鍾豫列侯。 | 黃初中，分封鍾繇弟鍾演及子鍾劭、孫鍾豫列侯。 | 黃初中，分封鍾繇弟鍾演及子鍾劭、孫鍾豫列侯。 | 黃初中，分封鍾繇弟鍾演及子鍾劭、孫鍾豫列侯。 |

### 蓩亭侯
| 事項 | 封爵   | 謚   | 姓名   | 在位時間 | 備註 |
| 始封 | 蓩亭侯 |      | 楊眾   | 197年－  |      |
| 襲封 | 蓩亭侯 | 穆侯 | 楊文宗 |          |      |
| 襲封 | 蓩亭侯 |      | 楊超   | 西晉     |      |

### 廣昌亭侯
| 事項 | 封爵                                   | 謚                                     | 姓名                                   | 在位時間                               | 備註                                   |
| 始封 | 廣昌亭侯                               | 威侯                                   | 樂進                                   | 197年－218年                           |                                        |
| 襲封 | 廣昌亭侯                               | 愍侯                                   | 樂綝                                   | －257年                                | 樂進子                                 |
| 襲封 | 廣昌亭侯                               |                                        | 樂肇                                   |                                        | 樂綝子                                 |
| 食邑 | 700戶→1200戶→700戶                     | 700戶→1200戶→700戶                     | 700戶→1200戶→700戶                     | 700戶→1200戶→700戶                     | 700戶→1200戶→700戶                     |
| 分封 | 建安中，分樂進食邑五百戶，封一子列侯。 | 建安中，分樂進食邑五百戶，封一子列侯。 | 建安中，分樂進食邑五百戶，封一子列侯。 | 建安中，分樂進食邑五百戶，封一子列侯。 | 建安中，分樂進食邑五百戶，封一子列侯。 |

### 益壽亭侯
| 事項 | 封爵                                   | 謚                                     | 姓名                                   | 在位時間                               | 備註                                   |
| 始封 | 益壽亭侯                               | 厲侯                                   | 于禁                                   | 198年－219年                           | 投降，除爵                             |
| 襲封 | 益壽亭侯                               |                                        | 圭                                     | 226年－                                | 于禁子，復封                           |
| 食邑 | 1000戶→1200戶→700戶                    | 1000戶→1200戶→700戶                    | 1000戶→1200戶→700戶                    | 1000戶→1200戶→700戶                    | 1000戶→1200戶→700戶                    |
| 分封 | 建安中，分于禁食邑五百戶，封一子列侯。 | 建安中，分于禁食邑五百戶，封一子列侯。 | 建安中，分于禁食邑五百戶，封一子列侯。 | 建安中，分于禁食邑五百戶，封一子列侯。 | 建安中，分于禁食邑五百戶，封一子列侯。 |

### 都亭侯→魏壽鄉侯
| 事項 | 封爵                                          | 謚                                            | 姓名                                          | 在位時間                                      | 備註                                          |
| 始封 | 都亭侯                                        |                                               | 賈詡                                          | 199年－220年                                  |                                               |
| 始封 | 魏壽鄉侯                                      | 肅侯                                          | 賈詡                                          | 220年－220年                                  |                                               |
| 襲封 | 魏壽鄉侯                                      |                                               | 賈穆                                          |                                               | 賈詡子                                        |
| 襲封 | 魏壽鄉侯                                      |                                               | 賈模                                          |                                               | 賈穆子                                        |
| 食邑 | 500戶→800戶（220年）→600戶（220年）           | 500戶→800戶（220年）→600戶（220年）           | 500戶→800戶（220年）→600戶（220年）           | 500戶→800戶（220年）→600戶（220年）           | 500戶→800戶（220年）→600戶（220年）           |
| 分封 | 220年，分賈詡食邑二百戶，封其小子賈訪為列侯。 | 220年，分賈詡食邑二百戶，封其小子賈訪為列侯。 | 220年，分賈詡食邑二百戶，封其小子賈訪為列侯。 | 220年，分賈詡食邑二百戶，封其小子賈訪為列侯。 | 220年，分賈詡食邑二百戶，封其小子賈訪為列侯。 |

### 都亭侯
| 事項 | 封爵           | 謚             | 姓名           | 在位時間       | 備註           |
| 始封 | 都亭侯         | 成侯           | 任峻           | 200年－204年   |                |
| 襲封 | 都亭侯         |                | 任先           |                | 任峻子         |
| 食邑 | 300戶（200年） | 300戶（200年） | 300戶（200年） | 300戶（200年） | 300戶（200年） |
| 結局 | 無子，國除     | 無子，國除     | 無子，國除     | 無子，國除     | 無子，國除     |

### 都亭侯→都鄉侯→鄚侯
| 事項 | 封爵                                               | 謚                                                 | 姓名                                               | 在位時間                                           | 備註                                               |
| 始封 | 都亭侯                                             |                                                    | 張郃                                               | 200年－220年                                       |                                                    |
| 始封 | 都鄉侯                                             |                                                    | 張郃                                               | 220年                                              |                                                    |
| 始封 | 鄚侯                                               | 壯侯                                               | 張郃                                               | 220年－231年                                       |                                                    |
| 襲封 | 鄚侯                                               |                                                    | 張雄                                               |                                                    | 張郃子                                             |
| 食邑 | 3300戶→4300戶（228年）                             | 3300戶→4300戶（228年）                             | 3300戶→4300戶（228年）                             | 3300戶→4300戶（228年）                             | 3300戶→4300戶（228年）                             |
| 結局 | 西晉太康中，尚未國絕。                             | 西晉太康中，尚未國絕。                             | 西晉太康中，尚未國絕。                             | 西晉太康中，尚未國絕。                             | 西晉太康中，尚未國絕。                             |
| 分封 | 太和中，分張郃食邑，封其四子列侯，賜小子爵關內侯。 | 太和中，分張郃食邑，封其四子列侯，賜小子爵關內侯。 | 太和中，分張郃食邑，封其四子列侯，賜小子爵關內侯。 | 太和中，分張郃食邑，封其四子列侯，賜小子爵關內侯。 | 太和中，分張郃食邑，封其四子列侯，賜小子爵關內侯。 |

### 都亭侯→逯鄉侯→楊侯→陽平侯
| 事項 | 封爵                                 | 謚                                   | 姓名                                 | 在位時間                             | 備註                                 |
| 始封 | 都亭侯                               |                                      | 徐晃                                 | 200年－220年                         |                                      |
| 始封 | 逯鄉侯                               |                                      | 徐晃                                 | 220年                                |                                      |
| 始封 | 楊侯                                 |                                      | 徐晃                                 | 220年－                              |                                      |
| 始封 | 陽平侯                               | 壯侯                                 | 徐晃                                 | －227年                              |                                      |
| 襲封 | 陽平侯                               |                                      | 徐蓋                                 |                                      | 徐晃子                               |
| 襲封 | 陽平侯                               |                                      | 徐霸                                 |                                      | 徐蓋子                               |
| 食邑 | 2900戶→3100戶（226年）               | 2900戶→3100戶（226年）               | 2900戶→3100戶（226年）               | 2900戶→3100戶（226年）               | 2900戶→3100戶（226年）               |
| 分封 | 明帝時，分徐晃戶，封其子孫二人列侯。 | 明帝時，分徐晃戶，封其子孫二人列侯。 | 明帝時，分徐晃戶，封其子孫二人列侯。 | 明帝時，分徐晃戶，封其子孫二人列侯。 | 明帝時，分徐晃戶，封其子孫二人列侯。 |

### 都亭侯
| 事項 | 封爵                 | 謚                   | 姓名                 | 在位時間             | 備註                 |
| 始封 | 都亭侯               | 剛侯                 | 李通                 | 200年－209年         |                      |
| 襲封 | 都亭侯               |                      | 李基                 |                      | 李通子               |
| 食邑 | 200戶→400戶（209年） | 200戶→400戶（209年） | 200戶→400戶（209年） | 200戶→400戶（209年） | 200戶→400戶（209年） |

### 萬歲亭侯→廣陽鄉侯
| 事項 | 封爵                   | 謚                     | 姓名                   | 在位時間               | 備註                   |
| 始封 | 萬歲亭侯               | 敬侯                   | 荀彧                   | 203年－212年           |                        |
| 襲封 | 萬歲亭侯               |                        | 荀惲                   |                        | 荀彧子                 |
| 襲封 | 萬歲亭侯               |                        | 荀甝                   |                        | 荀惲子                 |
| 襲封 | 廣陽鄉侯               |                        | 荀甝                   |                        | 荀惲子                 |
| 襲封 | 廣陽鄉侯               |                        | 荀頵                   |                        | 荀甝子                 |
| 食邑 | 1000戶→2000戶（207年） | 1000戶→2000戶（207年） | 1000戶→2000戶（207年） | 1000戶→2000戶（207年） | 1000戶→2000戶（207年） |

### 安國亭侯→安鄉侯
| 事項 | 封爵                                          | 謚                                            | 姓名                                          | 在位時間                                      | 備註                                          |
| 始封 | 安國亭侯                                      |                                               | 程昱                                          | 203年－220年                                  |                                               |
| 始封 | 安鄉侯                                        | 肅侯                                          | 程昱                                          | 220年                                         |                                               |
| 襲封 | 安鄉侯                                        |                                               | 程武                                          |                                               | 程昱子                                        |
| 襲封 | 安鄉侯                                        |                                               | 程克                                          |                                               | 程武子                                        |
| 襲封 | 安鄉侯                                        |                                               | 程良                                          |                                               | 程克子                                        |
| 食邑 | 500戶→800戶（220年）                          | 500戶→800戶（220年）                          | 500戶→800戶（220年）                          | 500戶→800戶（220年）                          | 500戶→800戶（220年）                          |
| 分封 | 220年，分程昱食邑，封其少子程延、孫程曉列侯。 | 220年，分程昱食邑，封其少子程延、孫程曉列侯。 | 220年，分程昱食邑，封其少子程延、孫程曉列侯。 | 220年，分程昱食邑，封其少子程延、孫程曉列侯。 | 220年，分程昱食邑，封其少子程延、孫程曉列侯。 |

### 洧陽亭侯
| 事項 | 封爵                  | 謚                    | 姓名                  | 在位時間              | 備註                  |
| 始封 | 洧陽亭侯              | 貞侯                  | 郭嘉                  | 205年－207年          |                       |
| 襲封 | 洧陽亭侯              |                       | 郭奕                  |                       | 郭嘉子                |
| 襲封 | 洧陽亭侯              |                       | 郭深                  |                       | 郭奕子                |
| 襲封 | 洧陽亭侯              |                       | 郭獵                  |                       | 郭深子                |
| 食邑 | 200戶→1000戶（207年） | 200戶→1000戶（207年） | 200戶→1000戶（207年） | 200戶→1000戶（207年） | 200戶→1000戶（207年） |

### 陵樹亭侯→丘陽亭侯
| 事項 | 封爵                                 | 謚                                   | 姓名                                 | 在位時間                             | 備註                                 |
| 始封 | 陵樹亭侯                             | 敬侯                                 | 荀攸                                 | 205年－214年                         |                                      |
| 襲封 | 陵樹亭侯                             |                                      | 荀適                                 |                                      | 荀攸子                               |
| 紹封 | 陵樹亭侯                             |                                      | 荀彪                                 | 黃初中－                             | 荀攸孫                               |
| 紹封 | 丘陽亭侯                             |                                      | 荀彪                                 |                                      | 荀攸孫                               |
| 食邑 | 300戶→700戶（207年）→300戶（黃初中） | 300戶→700戶（207年）→300戶（黃初中） | 300戶→700戶（207年）→300戶（黃初中） | 300戶→700戶（207年）→300戶（黃初中） | 300戶→700戶（207年）→300戶（黃初中） |

### 都亭侯→都鄉侯→晉陽侯
| 事項 | 封爵                                      | 謚                                        | 姓名                                      | 在位時間                                  | 備註                                      |
| 始封 | 都亭侯                                    |                                           | 張遼                                      | 205年－220年                              |                                           |
| 始封 | 都鄉侯                                    |                                           | 張遼                                      | 220年                                     |                                           |
| 始封 | 晉陽侯                                    | 剛侯                                      | 張遼                                      | 220年－222年                              |                                           |
| 襲封 | 晉陽侯                                    |                                           | 張虎                                      |                                           | 張遼子                                    |
| 襲封 | 晉陽侯                                    |                                           | 張統                                      |                                           | 張虎子                                    |
| 食邑 | 1600戶→2600戶（220年）→2500戶（225年）    | 1600戶→2600戶（220年）→2500戶（225年）    | 1600戶→2600戶（220年）→2500戶（225年）    | 1600戶→2600戶（220年）→2500戶（225年）    | 1600戶→2600戶（220年）→2500戶（225年）    |
| 結局 | 西晉太康中，尚未國絕。                    | 西晉太康中，尚未國絕。                    | 西晉太康中，尚未國絕。                    | 西晉太康中，尚未國絕。                    | 西晉太康中，尚未國絕。                    |
| 分封 | 225年，分張遼食邑百戶，賜其一子爵關內侯。 | 225年，分張遼食邑百戶，賜其一子爵關內侯。 | 225年，分張遼食邑百戶，賜其一子爵關內侯。 | 225年，分張遼食邑百戶，賜其一子爵關內侯。 | 225年，分張遼食邑百戶，賜其一子爵關內侯。 |

### 都亭侯→武安鄉侯→開陽侯→良成侯
| 事項 | 封爵                   | 謚                     | 姓名                   | 在位時間               | 備註                   |
| 始封 | 都亭侯                 |                        | 臧霸                   | 205年－220年           |                        |
| 始封 | 武安鄉侯               |                        | 臧霸                   | 220年                  |                        |
| 始封 | 開陽侯                 |                        | 臧霸                   | 220年－226年           |                        |
| 始封 | 良成侯                 | 威侯                   | 臧霸                   | 226年－                |                        |
| 襲封 | 良成侯                 | 恭侯                   | 臧艾                   |                        | 臧霸子                 |
| 襲封 | 良成侯                 |                        | 臧權                   |                        | 臧艾子                 |
| 食邑 | 3000戶→3500戶（226年） | 3000戶→3500戶（226年） | 3000戶→3500戶（226年） | 3000戶→3500戶（226年） | 3000戶→3500戶（226年） |
| 結局 | 西晉太康中，尚未國絕。 | 西晉太康中，尚未國絕。 | 西晉太康中，尚未國絕。 | 西晉太康中，尚未國絕。 | 西晉太康中，尚未國絕。 |

### 呂都亭侯
| 事項 | 封爵     | 謚 | 姓名 | 在位時間 | 備註   |
| 始封 | 呂都亭侯 |    | 孫觀 | 205年－  |        |
| 襲封 | 呂都亭侯 |    | 孫毓 |          | 孫觀子 |

### 安國亭侯
| 事項 | 封爵           | 謚             | 姓名           | 在位時間       | 備註           |
| 始封 | 安國亭侯       |                | 張燕           | 205年－        |                |
| 襲封 | 安國亭侯       |                | 張方           |                | 張燕子         |
| 襲封 | 安國亭侯       |                | 張融           |                | 張方子         |
| 食邑 | 500戶（205年） | 500戶（205年） | 500戶（205年） | 500戶（205年） | 500戶（205年） |

### 都亭侯→安平亭侯→陳侯→寧陵侯
| 事項 | 封爵                             | 謚                               | 姓名                             | 在位時間                         | 備註                             |
| 追封 | 陳侯                             | 穆侯                             | 曹熾                             | 220年追封                        | 曹仁父                           |
| 始封 | 都亭侯                           |                                  | 曹仁                             | 206年－208年                     |                                  |
| 始封 | 安平亭侯                         |                                  | 曹仁                             | 208年－220年                     |                                  |
| 始封 | 陳侯                             | 忠侯                             | 曹仁                             | 220年－223年                     |                                  |
| 襲封 | 陳侯                             |                                  | 曹泰                             |                                  | 曹仁子                           |
| 襲封 | 寧陵侯                           |                                  | 曹泰                             |                                  | 曹仁子                           |
| 襲封 | 寧陵侯                           |                                  | 曹初                             |                                  | 曹泰子                           |
| 食邑 | 1500戶→3500戶（220年）           | 1500戶→3500戶（220年）           | 1500戶→3500戶（220年）           | 1500戶→3500戶（220年）           | 1500戶→3500戶（220年）           |
| 分封 | 分封曹泰弟曹楷、曹範，皆為列侯。 | 分封曹泰弟曹楷、曹範，皆為列侯。 | 分封曹泰弟曹楷、曹範，皆為列侯。 | 分封曹泰弟曹楷、曹範，皆為列侯。 | 分封曹泰弟曹楷、曹範，皆為列侯。 |

### 武始亭侯→都鄉侯→西鄉侯
| 事項 | 封爵                 | 謚                   | 姓名                 | 在位時間             | 備註                 |
| 始封 | 武始亭侯             |                      | 張既                 | 206年－220年         |                      |
| 始封 | 都鄉侯               |                      | 張既                 | 220年－221年         |                      |
| 始封 | 西鄉侯               | 肅侯                 | 張既                 | 221年－223年         |                      |
| 襲封 | 西鄉侯               |                      | 張緝                 | －254年              | 張既子               |
| 食邑 | 200戶→400戶（221年） | 200戶→400戶（221年） | 200戶→400戶（221年） | 200戶→400戶（221年） | 200戶→400戶（221年） |
| 結局 | 伏誅，國除。         | 伏誅，國除。         | 伏誅，國除。         | 伏誅，國除。         | 伏誅，國除。         |

### 都亭侯
| 事項 | 封爵                                      | 謚                                        | 姓名                                      | 在位時間                                  | 備註                                      |
| 始封 | 都亭侯                                    | 愍侯                                      | 李典                                      | －215年                                   |                                           |
| 襲封 | 都亭侯                                    |                                           | 李禎                                      |                                           | 李典子                                    |
| 食邑 | 200戶→300戶→400戶（220年）→300戶（225年） | 200戶→300戶→400戶（220年）→300戶（225年） | 200戶→300戶→400戶（220年）→300戶（225年） | 200戶→300戶→400戶（220年）→300戶（225年） | 200戶→300戶→400戶（220年）→300戶（225年） |
| 分封 | 225年，分李典食邑百戶，賜其一子爵關內侯。 | 225年，分李典食邑百戶，賜其一子爵關內侯。 | 225年，分李典食邑百戶，賜其一子爵關內侯。 | 225年，分李典食邑百戶，賜其一子爵關內侯。 | 225年，分李典食邑百戶，賜其一子爵關內侯。 |

### 高陵亭侯→平樂鄉侯
| 事項 | 封爵           | 謚             | 姓名           | 在位時間       | 備註           |
| 始封 | 高陵亭侯       | 威侯           | 曹純           | 207年－210年   |                |
| 襲封 | 高陵亭侯       |                | 曹演           | 建安中－正元中 | 曹純子         |
| 襲封 | 平樂鄉侯       |                | 曹演           | 正元中－       | 曹純子         |
| 襲封 | 平樂鄉侯       |                | 曹亮           |                | 曹演子         |
| 食邑 | 300戶（207年） | 300戶（207年） | 300戶（207年） | 300戶（207年） | 300戶（207年） |

### 千秋亭侯→右鄉侯→成都鄉侯→樂平侯
| 事項 | 封爵                                                                                | 謚                                                                                  | 姓名                                                                                | 在位時間                                                                            | 備註                                                                                |
| 始封 | 千秋亭侯                                                                            |                                                                                     | 董昭                                                                                | 207年－220年                                                                        |                                                                                     |
| 始封 | 右鄉侯                                                                              |                                                                                     | 董昭                                                                                | 220年－224年                                                                        |                                                                                     |
| 始封 | 成都鄉侯                                                                            |                                                                                     | 董昭                                                                                | 224年－226年                                                                        |                                                                                     |
| 始封 | 樂平侯                                                                              | 定侯                                                                                | 董昭                                                                                | 226年－236年                                                                        |                                                                                     |
| 襲封 | 樂平侯                                                                              |                                                                                     | 董冑                                                                                |                                                                                     | 董昭子                                                                              |
| 食邑 | 1000戶（226年）→900戶（226年）                                                      | 1000戶（226年）→900戶（226年）                                                      | 1000戶（226年）→900戶（226年）                                                      | 1000戶（226年）→900戶（226年）                                                      | 1000戶（226年）→900戶（226年）                                                      |
| 分封 | 221年，分董昭食邑百戶，賜其弟董訪爵關內侯； 226年，分董昭食邑百戶，賜一子爵關內侯。 | 221年，分董昭食邑百戶，賜其弟董訪爵關內侯； 226年，分董昭食邑百戶，賜一子爵關內侯。 | 221年，分董昭食邑百戶，賜其弟董訪爵關內侯； 226年，分董昭食邑百戶，賜一子爵關內侯。 | 221年，分董昭食邑百戶，賜其弟董訪爵關內侯； 226年，分董昭食邑百戶，賜一子爵關內侯。 | 221年，分董昭食邑百戶，賜其弟董訪爵關內侯； 226年，分董昭食邑百戶，賜一子爵關內侯。 |

### 國明亭侯→野王侯→都陽侯→樂城侯
| 事項 | 封爵                                   | 謚                                     | 姓名                                   | 在位時間                               | 備註                                   |
| 始封 | 國明亭侯                               |                                        | 曹洪                                   | 208年－220年                           |                                        |
| 始封 | 野王侯                                 |                                        | 曹洪                                   | 220年－                                |                                        |
| 始封 | 都陽侯                                 |                                        | 曹洪                                   |                                        | 以罪削爵                               |
| 始封 | 樂城侯                                 | 恭侯                                   | 曹洪                                   | 226年－232年                           | 復封                                   |
| 襲封 | 樂城侯                                 |                                        | 曹馥                                   |                                        | 曹洪子                                 |
| 食邑 | 1100戶→2100戶（220年）→1000戶（226年） | 1100戶→2100戶（220年）→1000戶（226年） | 1100戶→2100戶（220年）→1000戶（226年） | 1100戶→2100戶（220年）→1000戶（226年） | 1100戶→2100戶（220年）→1000戶（226年） |
| 結局 | 西晉太康中，尚未國絕。                 | 西晉太康中，尚未國絕。                 | 西晉太康中，尚未國絕。                 | 西晉太康中，尚未國絕。                 | 西晉太康中，尚未國絕。                 |
| 分封 | 建安中，分曹洪食邑封其子曹震為列侯。   | 建安中，分曹洪食邑封其子曹震為列侯。   | 建安中，分曹洪食邑封其子曹震為列侯。   | 建安中，分曹洪食邑封其子曹震為列侯。   | 建安中，分曹洪食邑封其子曹震為列侯。   |

### 延壽亭侯→長安鄉侯→新野侯
| 事項 | 封爵                                                 | 謚                                                   | 姓名                                                 | 在位時間                                             | 備註                                                 |
| 始封 | 延壽亭侯                                             |                                                      | 文聘                                                 | 209年－220年                                         |                                                      |
| 始封 | 長安鄉侯                                             |                                                      | 文聘                                                 | 220年－223年                                         |                                                      |
| 始封 | 新野侯                                               | 壯侯                                                 | 文聘                                                 | 223年－                                              |                                                      |
| 襲封 | 新野侯                                               |                                                      | 文休                                                 |                                                      | 文聘養子                                             |
| 襲封 | 新野侯                                               |                                                      | 文武                                                 |                                                      | 文休子                                               |
| 食邑 | 1400戶→1900戶（223年）                               | 1400戶→1900戶（223年）                               | 1400戶→1900戶（223年）                               | 1400戶→1900戶（223年）                               | 1400戶→1900戶（223年）                               |
| 結局 | 西晉太康中，尚未國絕。                               | 西晉太康中，尚未國絕。                               | 西晉太康中，尚未國絕。                               | 西晉太康中，尚未國絕。                               | 西晉太康中，尚未國絕。                               |
| 分封 | 分文聘食邑，封其子文岱為列侯，賜其從子文厚爵關內侯。 | 分文聘食邑，封其子文岱為列侯，賜其從子文厚爵關內侯。 | 分文聘食邑，封其子文岱為列侯，賜其從子文厚爵關內侯。 | 分文聘食邑，封其子文岱為列侯，賜其從子文厚爵關內侯。 | 分文聘食邑，封其子文岱為列侯，賜其從子文厚爵關內侯。 |

### 博昌亭侯→安寧亭侯
| 事項 | 封爵                 | 謚                   | 姓名                 | 在位時間             | 備註                 |
| 始封 | 博昌亭侯             | 愍侯                 | 夏侯淵               | 212年－219年         |                      |
| 襲封 | 安寧亭侯             |                      | 夏侯衡               |                      | 夏侯淵子             |
| 襲封 | 安寧亭侯             |                      | 夏侯績               |                      | 夏侯衡子             |
| 襲封 | 安寧亭侯             |                      | 夏侯褒               |                      | 夏侯績子             |
| 食邑 | 500戶→800戶（216年） | 500戶→800戶（216年） | 500戶→800戶（216年） | 500戶→800戶（216年） | 500戶→800戶（216年） |

### 靈壽亭侯→東鄉侯→召陵侯→武安侯→新昌亭侯
| 事項 | 封爵                                                                                              | 謚                                                                                                | 姓名                                                                                              | 在位時間                                                                                          | 備註                                                                                              |
| 始封 | 靈壽亭侯                                                                                          |                                                                                                   | 曹真                                                                                              | －220年                                                                                           |                                                                                                   |
| 始封 | 東鄉侯                                                                                            |                                                                                                   | 曹真                                                                                              | 220年－226年                                                                                      |                                                                                                   |
| 始封 | 召陵侯                                                                                            | 元侯                                                                                              | 曹真                                                                                              | 226年－231年                                                                                      |                                                                                                   |
| 襲封 | 召陵侯                                                                                            |                                                                                                   | 曹爽                                                                                              | －239年                                                                                           | 曹真子                                                                                            |
| 襲封 | 武安侯                                                                                            |                                                                                                   | 曹爽                                                                                              | 239年－249年                                                                                      | 曹真子                                                                                            |
| 紹封 | 新昌亭侯                                                                                          |                                                                                                   | 曹熙                                                                                              | 嘉平中－                                                                                          | 曹真族孫                                                                                          |
| 食邑 | 2900戶（229年）→12000戶（239年）→300戶（嘉平中）                                                  | 2900戶（229年）→12000戶（239年）→300戶（嘉平中）                                                  | 2900戶（229年）→12000戶（239年）→300戶（嘉平中）                                                  | 2900戶（229年）→12000戶（239年）→300戶（嘉平中）                                                  | 2900戶（229年）→12000戶（239年）→300戶（嘉平中）                                                  |
| 分封 | 黃初中，分曹真食邑二百戶，封其弟曹彬為列侯； 太和中，分曹真食邑賜曹遵、朱讚之子爵關內侯，各百戶。 | 黃初中，分曹真食邑二百戶，封其弟曹彬為列侯； 太和中，分曹真食邑賜曹遵、朱讚之子爵關內侯，各百戶。 | 黃初中，分曹真食邑二百戶，封其弟曹彬為列侯； 太和中，分曹真食邑賜曹遵、朱讚之子爵關內侯，各百戶。 | 黃初中，分曹真食邑二百戶，封其弟曹彬為列侯； 太和中，分曹真食邑賜曹遵、朱讚之子爵關內侯，各百戶。 | 黃初中，分曹真食邑二百戶，封其弟曹彬為列侯； 太和中，分曹真食邑賜曹遵、朱讚之子爵關內侯，各百戶。 |

### 華鄉侯→高唐侯
| 事項 | 封爵   | 謚   | 姓名 | 在位時間 | 備註 |
| 始封 | 華鄉侯 |      | 朱靈 | －220年  |      |
| 始封 | 高唐侯 | 威侯 | 朱靈 | 220年－  |      |

### 安昌亭侯→南鄉侯→昌邑侯
| 事項 | 封爵                   | 謚                     | 姓名                   | 在位時間               | 備註                   |
| 始封 | 安昌亭侯               |                        | 滿寵                   | 219年－223年           |                        |
| 始封 | 南鄉侯                 |                        | 滿寵                   | 223年－226年           |                        |
| 始封 | 昌邑侯                 | 景侯                   | 滿寵                   | 226年－242年           |                        |
| 襲封 | 昌邑侯                 |                        | 滿偉                   |                        | 滿寵子                 |
| 食邑 | 9600戶（242年）        | 9600戶（242年）        | 9600戶（242年）        | 9600戶（242年）        | 9600戶（242年）        |
| 結局 | 西晉太康中，尚未國絕。 | 西晉太康中，尚未國絕。 | 西晉太康中，尚未國絕。 | 西晉太康中，尚未國絕。 | 西晉太康中，尚未國絕。 |
| 分封 | 封滿寵子孫二人亭侯。   | 封滿寵子孫二人亭侯。   | 封滿寵子孫二人亭侯。   | 封滿寵子孫二人亭侯。   | 封滿寵子孫二人亭侯。   |

### 東陽亭侯→安陽鄉侯→長平侯
| 事項 | 封爵                                       | 謚                                         | 姓名                                       | 在位時間                                   | 備註                                       |
| 始封 | 東陽亭侯                                   |                                            | 曹休                                       | 220年－                                    |                                            |
| 始封 | 安陽鄉侯                                   |                                            | 曹休                                       | －226年                                    |                                            |
| 始封 | 長平侯                                     | 壯侯                                       | 曹休                                       | 226年－228年                               |                                            |
| 襲封 | 長平侯                                     |                                            | 曹肇                                       | 太和中－正始中                             | 曹休子                                     |
| 襲封 | 長平侯                                     |                                            | 曹興                                       |                                            | 曹肇子                                     |
| 食邑 | 2100戶→2500戶（226年）                     | 2100戶→2500戶（226年）                     | 2100戶→2500戶（226年）                     | 2100戶→2500戶（226年）                     | 2100戶→2500戶（226年）                     |
| 分封 | 黃初中，分曹休食邑三百戶封其子曹纂為列侯。 | 黃初中，分曹休食邑三百戶封其子曹纂為列侯。 | 黃初中，分曹休食邑三百戶封其子曹纂為列侯。 | 黃初中，分曹休食邑三百戶封其子曹纂為列侯。 | 黃初中，分曹休食邑三百戶封其子曹纂為列侯。 |

### 平陵亭侯→平陵鄉侯→昌陵鄉侯→新昌亭侯
| 事項 | 封爵                                                 | 謚                                                   | 姓名                                                 | 在位時間                                             | 備註                                                 |
| 始封 | 平陵亭侯                                             |                                                      | 夏侯尚                                               | 220年                                                |                                                      |
| 始封 | 平陵鄉侯                                             |                                                      | 夏侯尚                                               | 220年－224年                                         |                                                      |
| 始封 | 昌陵鄉侯                                             | 悼侯                                                 | 夏侯尚                                               | 224年－226年                                         |                                                      |
| 襲封 | 昌陵鄉侯                                             |                                                      | 夏侯玄                                               | －254年                                              | 夏侯尚子                                             |
| 紹封 | 新昌亭侯                                             |                                                      | 夏侯本                                               | 正元中－                                             | 夏侯尚從孫                                           |
| 食邑 | 1300戶→1900戶（222年）→300戶（正元中）               | 1300戶→1900戶（222年）→300戶（正元中）               | 1300戶→1900戶（222年）→300戶（正元中）               | 1300戶→1900戶（222年）→300戶（正元中）               | 1300戶→1900戶（222年）→300戶（正元中）               |
| 分封 | 黃初中，分夏侯尚食邑三百戶，賜其弟子夏侯奉爵關內侯。 | 黃初中，分夏侯尚食邑三百戶，賜其弟子夏侯奉爵關內侯。 | 黃初中，分夏侯尚食邑三百戶，賜其弟子夏侯奉爵關內侯。 | 黃初中，分夏侯尚食邑三百戶，賜其弟子夏侯奉爵關內侯。 | 黃初中，分夏侯尚食邑三百戶，賜其弟子夏侯奉爵關內侯。 |

### 安樂鄉侯→博平侯
| 事項 | 封爵                                 | 謚                                   | 姓名                                 | 在位時間                             | 備註                                 |
| 始封 | 安樂鄉侯                             |                                      | 華歆                                 | 220年－226年                         |                                      |
| 始封 | 博平侯                               | 敬侯                                 | 華歆                                 | 226年－231年                         |                                      |
| 襲封 | 博平侯                               |                                      | 華表                                 | －264年                              | 華歆子                               |
| 食邑 | 800戶→1300戶（226年）                | 800戶→1300戶（226年）                | 800戶→1300戶（226年）                | 800戶→1300戶（226年）                | 800戶→1300戶（226年）                |
| 結局 | 五等開建，進封觀陽伯。               | 五等開建，進封觀陽伯。               | 五等開建，進封觀陽伯。               | 五等開建，進封觀陽伯。               | 五等開建，進封觀陽伯。               |
| 分封 | 黃初中，分華歆食邑，封其弟華緝列侯。 | 黃初中，分華歆食邑，封其弟華緝列侯。 | 黃初中，分華歆食邑，封其弟華緝列侯。 | 黃初中，分華歆食邑，封其弟華緝列侯。 | 黃初中，分華歆食邑，封其弟華緝列侯。 |

### 安陵亭侯→樂平鄉侯→蘭陵侯
| 事項 | 封爵                                       | 謚                                         | 姓名                                       | 在位時間                                   | 備註                                       |
| 始封 | 安陵亭侯                                   |                                            | 王朗                                       | 220年                                      |                                            |
| 始封 | 樂平鄉侯                                   |                                            | 王朗                                       | 220年－226年                               |                                            |
| 始封 | 蘭陵侯                                     | 成侯                                       | 王朗                                       | 226年－228年                               |                                            |
| 襲封 | 蘭陵侯                                     | 景侯                                       | 王肅                                       | －256年                                    | 王朗子                                     |
| 襲封 | 蘭陵侯                                     |                                            | 王惲                                       |                                            | 王肅子                                     |
| 紹封 | 蘭陵侯                                     |                                            | 王恂                                       | 263年－264年                               | 王肅子                                     |
| 食邑 | 700戶→1200戶（226年）→1900戶→2200戶        | 700戶→1200戶（226年）→1900戶→2200戶        | 700戶→1200戶（226年）→1900戶→2200戶        | 700戶→1200戶（226年）→1900戶→2200戶        | 700戶→1200戶（226年）→1900戶→2200戶        |
| 結局 | 五等開建，以王肅著勳前朝，改封王恂為氶子。 | 五等開建，以王肅著勳前朝，改封王恂為氶子。 | 五等開建，以王肅著勳前朝，改封王恂為氶子。 | 五等開建，以王肅著勳前朝，改封王恂為氶子。 | 五等開建，以王肅著勳前朝，改封王恂為氶子。 |
| 分封 | 黃初中，分王朗食邑，封其兄子王詳列侯。     | 黃初中，分王朗食邑，封其兄子王詳列侯。     | 黃初中，分王朗食邑，封其兄子王詳列侯。     | 黃初中，分王朗食邑，封其兄子王詳列侯。     | 黃初中，分王朗食邑，封其兄子王詳列侯。     |

### 益壽亭侯→萬年亭侯
| 事項 | 封爵                 | 謚                   | 姓名                 | 在位時間             | 備註                 |
| 始封 | 益壽亭侯             |                      | 呂虔                 | 220年－226年         |                      |
| 始封 | 萬年亭侯             |                      | 呂虔                 | 226年－              |                      |
| 襲封 | 萬年亭侯             |                      | 呂翻                 |                      | 呂虔子               |
| 襲封 | 萬年亭侯             |                      | 呂桂                 |                      | 呂翻子               |
| 食邑 | 400戶→600戶（226年） | 400戶→600戶（226年） | 400戶→600戶（226年） | 400戶→600戶（226年） | 400戶→600戶（226年） |

### 昌武亭侯→穎鄉侯→潁陰侯
| 事項 | 封爵                                                                       | 謚                                                                         | 姓名                                                                       | 在位時間                                                                   | 備註                                                                       |
| 始封 | 昌武亭侯                                                                   |                                                                            | 陳群                                                                       | 220年                                                                      |                                                                            |
| 始封 | 穎鄉侯                                                                     |                                                                            | 陳群                                                                       | 220年－226年                                                               |                                                                            |
| 始封 | 潁陰侯                                                                     | 靖侯                                                                       | 陳群                                                                       | 226年－236年                                                               |                                                                            |
| 襲封 | 潁陰侯                                                                     | 穆侯                                                                       | 陳泰                                                                       | －260年                                                                    | 陳群子                                                                     |
| 襲封 | 潁陰侯                                                                     |                                                                            | 陳恂                                                                       |                                                                            | 陳泰子                                                                     |
| 紹封 | 潁陰侯                                                                     |                                                                            | 陳溫                                                                       | －264年                                                                    | 陳恂弟                                                                     |
| 食邑 | 800戶→1300戶（226年）                                                      | 800戶→1300戶（226年）                                                      | 800戶→1300戶（226年）                                                      | 800戶→1300戶（226年）                                                      | 800戶→1300戶（226年）                                                      |
| 結局 | 五等開建，以陳泰著勳前朝，改封陳溫為慎子。                                 | 五等開建，以陳泰著勳前朝，改封陳溫為慎子。                                 | 五等開建，以陳泰著勳前朝，改封陳溫為慎子。                                 | 五等開建，以陳泰著勳前朝，改封陳溫為慎子。                                 | 五等開建，以陳泰著勳前朝，改封陳溫為慎子。                                 |
| 分封 | 236年，分陳群戶邑，封一子列侯； 後分陳泰戶邑，賜子弟一人亭侯，二人關內侯。 | 236年，分陳群戶邑，封一子列侯； 後分陳泰戶邑，賜子弟一人亭侯，二人關內侯。 | 236年，分陳群戶邑，封一子列侯； 後分陳泰戶邑，賜子弟一人亭侯，二人關內侯。 | 236年，分陳群戶邑，封一子列侯； 後分陳泰戶邑，賜子弟一人亭侯，二人關內侯。 | 236年，分陳群戶邑，封一子列侯； 後分陳泰戶邑，賜子弟一人亭侯，二人關內侯。 |

### 河津亭侯→安國鄉侯→向鄉侯→舞陽侯
| 事項 | 封爵 | 謚 | 姓名 | 在位時間 | 備註 |
| 追封 | 舞陽侯 | 成侯 | 司馬防 | 242年追封 | 司馬懿父 |
| 始封 | 河津亭侯 | | 司馬懿 | 220年 | |
| 始封 | 安國鄉侯 | | 司馬懿 | 220年－224年 | |
| 始封 | 向鄉侯 | | 司馬懿 | 224年－226年 | |
| 始封 | 舞陽侯 | 宣文侯 | 司馬懿 | 226年－251年 | |
| 襲封 | 舞陽侯 | 忠武侯 | 司馬師 | 251年－255年 | 司馬懿長子 |
| 襲封 | 舞陽侯 | | 司馬攸 | －264年 | 司馬師弟子 |
| 封地 | 舞陽（226年）→舞陽、昆陽二縣（238年） →舞陽、昆陽、郾、臨潁四縣（241年） →舞陽、昆陽、郾、臨潁、繁昌、鄢陵、新汲、父城八縣（249年） | 舞陽（226年）→舞陽、昆陽二縣（238年） →舞陽、昆陽、郾、臨潁四縣（241年） →舞陽、昆陽、郾、臨潁、繁昌、鄢陵、新汲、父城八縣（249年） | 舞陽（226年）→舞陽、昆陽二縣（238年） →舞陽、昆陽、郾、臨潁四縣（241年） →舞陽、昆陽、郾、臨潁、繁昌、鄢陵、新汲、父城八縣（249年） | 舞陽（226年）→舞陽、昆陽二縣（238年） →舞陽、昆陽、郾、臨潁四縣（241年） →舞陽、昆陽、郾、臨潁、繁昌、鄢陵、新汲、父城八縣（249年） | 舞陽（226年）→舞陽、昆陽二縣（238年） →舞陽、昆陽、郾、臨潁四縣（241年） →舞陽、昆陽、郾、臨潁、繁昌、鄢陵、新汲、父城八縣（249年） |
| 食邑 | 10000戶（241年）→20000戶（249年）→31000戶 →40000戶（254年）→90000戶（255年）                                                        | 10000戶（241年）→20000戶（249年）→31000戶 →40000戶（254年）→90000戶（255年）                                                        | 10000戶（241年）→20000戶（249年）→31000戶 →40000戶（254年）→90000戶（255年）                                                        | 10000戶（241年）→20000戶（249年）→31000戶 →40000戶（254年）→90000戶（255年）                                                        | 10000戶（241年）→20000戶（249年）→31000戶 →40000戶（254年）→90000戶（255年）                                                        |
| 結局 | 五等開建，進封安昌侯。 | 五等開建，進封安昌侯。 | 五等開建，進封安昌侯。 | 五等開建，進封安昌侯。 | 五等開建，進封安昌侯。 |

### 封號不詳
- 列侯荀衍[44]

## 文帝始封

### 成陽亭侯→潁昌鄉侯
| 事項 | 封爵                   | 謚                     | 姓名                   | 在位時間               | 備註                   |
| 始封 | 成陽亭侯               | 靖侯                   | 何夔                   | 220年－220年           |                        |
| 襲封 | 成陽亭侯               |                        | 何曾                   |                        | 何夔子                 |
| 襲封 | 潁昌鄉侯               |                        | 何曾                   | －264年                | 何夔子                 |
| 食邑 | 300戶（220年）         | 300戶（220年）         | 300戶（220年）         | 300戶（220年）         | 300戶（220年）         |
| 結局 | 五等開建，進封朗陵侯。 | 五等開建，進封朗陵侯。 | 五等開建，進封朗陵侯。 | 五等開建，進封朗陵侯。 | 五等開建，進封朗陵侯。 |

### 申門亭侯
| 事項 | 封爵           | 謚             | 姓名           | 在位時間       | 備註           |
| 始封 | 申門亭侯       |                | 梁習           | 220年－230年   |                |
| 襲封 | 申門亭侯       |                | 梁施           |                | 梁習子         |
| 食邑 | 100戶（220年） | 100戶（220年） | 100戶（220年） | 100戶（220年） | 100戶（220年） |

### 都亭侯
| 事項 | 封爵           | 謚             | 姓名           | 在位時間       | 備註           |
| 始封 | 都亭侯         | 剛侯           | 蘇則           | 220年－223年   |                |
| 襲封 | 都亭侯         |                | 蘇怡           |                | 蘇則子         |
| 襲封 | 都亭侯         |                | 蘇愉           |                | 蘇怡弟         |
| 食邑 | 300戶（220年） | 300戶（220年） | 300戶（220年） | 300戶（220年） | 300戶（220年） |

### 豐樂亭侯→當陽侯
| 事項 | 封爵                                                                  | 謚                                                                    | 姓名                                                                  | 在位時間                                                              | 備註                                                                  |
| 始封 | 豐樂亭侯                                                              | 戴侯                                                                  | 杜畿                                                                  | 220年－224年                                                          |                                                                       |
| 襲封 | 豐樂亭侯                                                              |                                                                       | 杜恕                                                                  | －249年                                                               | 杜畿子，削爵                                                          |
| 襲封 | 豐樂亭侯                                                              |                                                                       | 杜預                                                                  | 257年－280年                                                          | 杜恕子，復封                                                          |
| 襲封 | 當陽侯                                                                | 成侯                                                                  | 杜預                                                                  | 280年－285年                                                          | 杜恕子，復封                                                          |
| 襲封 | 當陽侯                                                                |                                                                       | 杜錫                                                                  |                                                                       | 杜預子                                                                |
| 襲封 | 當陽侯                                                                | 穆侯                                                                  | 杜乂                                                                  |                                                                       | 杜錫子                                                                |
| 食邑 | 100戶（220年）→100戶（257年）→1250戶（264年） →1615戶→9600戶（280年） | 100戶（220年）→100戶（257年）→1250戶（264年） →1615戶→9600戶（280年） | 100戶（220年）→100戶（257年）→1250戶（264年） →1615戶→9600戶（280年） | 100戶（220年）→100戶（257年）→1250戶（264年） →1615戶→9600戶（280年） | 100戶（220年）→100戶（257年）→1250戶（264年） →1615戶→9600戶（280年） |

### 萬歲亭侯→牟鄉侯
| 事項 | 封爵           | 謚             | 姓名           | 在位時間       | 備註           |
| 始封 | 萬歲亭侯       |                | 許褚           | 220年－226年   |                |
| 始封 | 牟鄉侯         | 壯侯           | 許褚           | 226年－        |                |
| 襲封 | 牟鄉侯         |                | 許儀           | －264年        | 許褚子         |
| 襲封 | 牟鄉侯         |                | 許綜           | 泰始初－       | 許儀子         |
| 食邑 | 700戶（226年） | 700戶（226年） | 700戶（226年） | 700戶（226年） | 700戶（226年） |

### 陽吉亭侯→聞陽鄉侯
| 事項 | 封爵           | 謚             | 姓名           | 在位時間       | 備註           |
| 始封 | 陽吉亭侯       |                | 衛覬           | 220年－226年   |                |
| 始封 | 聞陽鄉侯       | 敬侯           | 衛覬           | 226年－229年   |                |
| 襲封 | 聞陽鄉侯       |                | 衛瓘           | －264年        | 衛覬子         |
| 襲封 | 聞陽鄉侯       |                | 衛寔           | 264年－        | 衛瓘弟         |
| 食邑 | 300戶（226年） | 300戶（226年） | 300戶（226年） | 300戶（226年） | 300戶（226年） |

### 高鄉亭侯→安樂鄉侯
| 事項 | 封爵              | 謚                | 姓名              | 在位時間          | 備註              |
| 始封 | 高鄉亭侯          |                   | 桓階              | 220年－           |                   |
| 始封 | 安樂鄉侯          | 貞侯              | 桓階              |                   |                   |
| 襲封 | 安樂鄉侯          | 壯侯              | 桓嘉              | －252年           | 桓階子            |
| 襲封 | 安樂鄉侯          |                   | 桓翊              |                   | 桓嘉子            |
| 食邑 | 600戶（安樂鄉侯） | 600戶（安樂鄉侯） | 600戶（安樂鄉侯） | 600戶（安樂鄉侯） | 600戶（安樂鄉侯） |

### 高陵亭侯→東鄉侯
| 事項 | 封爵           | 謚             | 姓名           | 在位時間       | 備註           |
| 始封 | 高陵亭侯       |                | 陳矯           | 220年－226年   |                |
| 始封 | 東鄉侯         | 貞侯           | 陳矯           | 226年－237年   |                |
| 襲封 | 東鄉侯         |                | 陳本           |                | 陳矯子         |
| 襲封 | 東鄉侯         |                | 陳粲           |                | 陳本子         |
| 食邑 | 600戶（226年） | 600戶（226年） | 600戶（226年） | 600戶（226年） | 600戶（226年） |

### 安國亭侯→康鄉侯→長垣侯
| 事項 | 封爵                     | 謚                       | 姓名                     | 在位時間                 | 備註                     |
| 始封 | 安國亭侯                 |                          | 衛臻                     | 220年－226年             |                          |
| 始封 | 康鄉侯                   |                          | 衛臻                     | 226年－正始中            |                          |
| 始封 | 長垣侯                   | 敬侯                     | 衛臻                     | 正始中－                 |                          |
| 襲封 | 長垣侯                   |                          | 衛烈                     | －264年                  | 衛臻子                   |
| 食邑 | 1000戶（正始中）         | 1000戶（正始中）         | 1000戶（正始中）         | 1000戶（正始中）         | 1000戶（正始中）         |
| 結局 | 五等開建，進封□。        | 五等開建，進封□。        | 五等開建，進封□。        | 五等開建，進封□。        | 五等開建，進封□。        |
| 分封 | 正始中，封衛臻一子列侯。 | 正始中，封衛臻一子列侯。 | 正始中，封衛臻一子列侯。 | 正始中，封衛臻一子列侯。 | 正始中，封衛臻一子列侯。 |

### 安城亭侯→西陵鄉侯
| 事項 | 封爵           | 謚             | 姓名           | 在位時間       | 備註           |
| 始封 | 安城亭侯       |                | 和洽           | 220年－226年   |                |
| 始封 | 西陵鄉侯       | 簡侯           | 和洽           | 226年－        |                |
| 襲封 | 西陵鄉侯       |                | 和离           |                | 和洽子         |
| 食邑 | 200戶（226年） | 200戶（226年） | 200戶（226年） | 200戶（226年） | 200戶（226年） |

### 樂陽亭侯→高陽鄉侯
| 事項 | 封爵           | 謚             | 姓名           | 在位時間       | 備註           |
| 始封 | 樂陽亭侯       |                | 常林           | 220年－226年   |                |
| 始封 | 高陽鄉侯       | 貞侯           | 常林           | 226年－        |                |
| 襲封 | 高陽鄉侯       |                | 常旹           | －258年        | 常林子         |
| 紹封 | 高陽鄉侯       |                | 常靜           |                | 常旹弟         |
| 食邑 | 200戶（226年） | 200戶（226年） | 200戶（226年） | 200戶（226年） | 200戶（226年） |

### 武平亭侯→平陽鄉侯
| 事項 | 封爵                                         | 謚                                           | 姓名                                         | 在位時間                                     | 備註                                         |
| 始封 | 武平亭侯                                     |                                              | 杜襲                                         | 220年－226年                                 |                                              |
| 始封 | 平陽鄉侯                                     | 定侯                                         | 杜襲                                         | 226年－                                      |                                              |
| 襲封 | 平陽鄉侯                                     |                                              | 杜會                                         |                                              | 杜襲子                                       |
| 食邑 | 350戶（226年）→250戶（228年）→550戶（231年） | 350戶（226年）→250戶（228年）→550戶（231年） | 350戶（226年）→250戶（228年）→550戶（231年） | 350戶（226年）→250戶（228年）→550戶（231年） | 350戶（226年）→250戶（228年）→550戶（231年） |
| 分封 | 228年，分杜襲食邑百戶，賜其兄杜基爵關內侯。  | 228年，分杜襲食邑百戶，賜其兄杜基爵關內侯。  | 228年，分杜襲食邑百戶，賜其兄杜基爵關內侯。  | 228年，分杜襲食邑百戶，賜其兄杜基爵關內侯。  | 228年，分杜襲食邑百戶，賜其兄杜基爵關內侯。  |

### 宜城亭侯→南鄉侯
| 事項 | 封爵           | 謚             | 姓名           | 在位時間       | 備註           |
| 始封 | 宜城亭侯       |                | 韓暨           | 220年－226年   |                |
| 始封 | 南鄉侯         | 恭侯           | 韓暨           | 226年－238年   |                |
| 襲封 | 南鄉侯         |                | 韓肇           |                | 韓暨子         |
| 襲封 | 南鄉侯         |                | 韓邦           |                | 韓肇子         |
| 食邑 | 200戶（226年） | 200戶（226年） | 200戶（226年） | 200戶（226年） | 200戶（226年） |

### 射陽亭侯→都鄉侯→陽曲侯
| 事項 | 封爵                                         | 謚                                           | 姓名                                         | 在位時間                                     | 備註                                         |
| 始封 | 射陽亭侯                                     |                                              | 郭淮                                         | 220年－248年                                 |                                              |
| 始封 | 都鄉侯                                       |                                              | 郭淮                                         | 248年－250年                                 |                                              |
| 始封 | 陽曲侯                                       | 貞侯                                         | 郭淮                                         | 250年－255年                                 |                                              |
| 襲封 | 陽曲侯                                       |                                              | 郭統                                         |                                              | 郭淮子                                       |
| 襲封 | 陽曲侯                                       |                                              | 郭正                                         | －264年                                      | 郭統子                                       |
| 食邑 | 2780戶（正元中）                             | 2780戶（正元中）                             | 2780戶（正元中）                             | 2780戶（正元中）                             | 2780戶（正元中）                             |
| 結局 | 五等開建，以郭淮著勳前朝，改封郭正為汾陽子。 | 五等開建，以郭淮著勳前朝，改封郭正為汾陽子。 | 五等開建，以郭淮著勳前朝，改封郭正為汾陽子。 | 五等開建，以郭淮著勳前朝，改封郭正為汾陽子。 | 五等開建，以郭淮著勳前朝，改封郭正為汾陽子。 |
| 分封 | 分郭淮食邑三百戶，封一子亭侯。               | 分郭淮食邑三百戶，封一子亭侯。               | 分郭淮食邑三百戶，封一子亭侯。               | 分郭淮食邑三百戶，封一子亭侯。               | 分郭淮食邑三百戶，封一子亭侯。               |

### 平郭侯
| 事項 | 封爵   | 謚 | 姓名   | 在位時間 | 備註 |
| 始封 | 平郭侯 |    | 公孫恭 | 220年－  |      |

### 高平侯
| 事項 | 封爵   | 謚 | 姓名 | 在位時間 | 備註 |
| 始封 | 高平侯 |    | 邢貞 | 221年見  |      |

### 魏壽亭侯→西鄉侯→方城侯
| 事項 | 封爵                                         | 謚                                           | 姓名                                         | 在位時間                                     | 備註                                         |
| 始封 | 魏壽亭侯                                     |                                              | 劉放                                         | 222年－226年                                 |                                              |
| 始封 | 西鄉侯                                       |                                              | 劉放                                         | 226年－238年                                 |                                              |
| 始封 | 方城侯                                       | 敬侯                                         | 劉放                                         | 238年－250年                                 |                                              |
| 襲封 | 方城侯                                       |                                              | 劉正                                         | －264年                                      | 劉放子                                       |
| 食邑 | 800戶→1100戶（239年）                        | 800戶→1100戶（239年）                        | 800戶→1100戶（239年）                        | 800戶→1100戶（239年）                        | 800戶→1100戶（239年）                        |
| 結局 | 五等開建，以劉放著勳前朝，改封劉正為方城子。 | 五等開建，以劉放著勳前朝，改封劉正為方城子。 | 五等開建，以劉放著勳前朝，改封劉正為方城子。 | 五等開建，以劉放著勳前朝，改封劉正為方城子。 | 五等開建，以劉放著勳前朝，改封劉正為方城子。 |

### 陽里亭侯→宣陽鄉侯→安陽侯
| 事項 | 封爵                                                                          | 謚                                                                            | 姓名                                                                          | 在位時間                                                                      | 備註                                                                          |
| 始封 | 陽里亭侯                                                                      | 肅侯                                                                          | 賈逵                                                                          | 223年－228年                                                                  |                                                                               |
| 襲封 | 陽里亭侯                                                                      |                                                                               | 賈充                                                                          | －258年                                                                       | 賈逵子                                                                        |
| 襲封 | 宣陽鄉侯                                                                      |                                                                               | 賈充                                                                          | 258年－260年                                                                  | 賈逵子                                                                        |
| 襲封 | 安陽侯                                                                        |                                                                               | 賈充                                                                          | 260年－264年                                                                  | 賈逵子                                                                        |
| 食邑 | 200戶（223年）→400戶（226年）→750戶（255年） →1750戶（258年）→2950戶（260年） | 200戶（223年）→400戶（226年）→750戶（255年） →1750戶（258年）→2950戶（260年） | 200戶（223年）→400戶（226年）→750戶（255年） →1750戶（258年）→2950戶（260年） | 200戶（223年）→400戶（226年）→750戶（255年） →1750戶（258年）→2950戶（260年） | 200戶（223年）→400戶（226年）→750戶（255年） →1750戶（258年）→2950戶（260年） |
| 結局 | 五等開建，進封臨沂侯。                                                        | 五等開建，進封臨沂侯。                                                        | 五等開建，進封臨沂侯。                                                        | 五等開建，進封臨沂侯。                                                        | 五等開建，進封臨沂侯。                                                        |

### 宜土亭侯→都鄉侯
| 事項 | 封爵           | 謚             | 姓名           | 在位時間       | 備註           |
| 始封 | 宜土亭侯       |                | 趙儼           | 223年－226年   |                |
| 始封 | 都鄉侯         | 穆侯           | 趙儼           | 226年－        |                |
| 襲封 | 都鄉侯         |                | 趙亭           |                | 趙儼子         |
| 食邑 | 600戶（226年） | 600戶（226年） | 600戶（226年） | 600戶（226年） | 600戶（226年） |

### 廣平亭侯→潁鄉侯
| 事項 | 封爵           | 謚             | 姓名           | 在位時間       | 備註           |
| 始封 | 廣平亭侯       |                | 辛毗           | 223年－226年   |                |
| 始封 | 潁鄉侯         | 肅侯           | 辛毗           | 226年－        |                |
| 襲封 | 潁鄉侯         |                | 辛敞           |                | 辛毗子         |
| 食邑 | 300戶（226年） | 300戶（226年） | 300戶（226年） | 300戶（226年） | 300戶（226年） |

### 長樂亭侯
| 事項 | 封爵                 | 謚                   | 姓名                 | 在位時間             | 備註                 |
| 始封 | 長樂亭侯             |                      | 田豫                 | 223年－              |                      |
| 襲封 | 長樂亭侯             |                      | 田彭祖               |                      | 田豫子               |
| 食邑 | 200戶→500戶（239年） | 200戶→500戶（239年） | 200戶→500戶（239年） | 200戶→500戶（239年） | 200戶→500戶（239年） |

### 宜城亭侯→南鄉侯
| 事項 | 封爵            | 謚              | 姓名            | 在位時間        | 備註            |
| 始封 | 宜城亭侯        |                 | 王淩            | 223年－241年    |                 |
| 始封 | 南鄉侯          |                 | 王淩            | 241年－251年    |                 |
| 食邑 | 1350戶（223年） | 1350戶（223年） | 1350戶（223年） | 1350戶（223年） | 1350戶（223年） |
| 結局 | 伏誅，國除。    | 伏誅，國除。    | 伏誅，國除。    | 伏誅，國除。    | 伏誅，國除。    |

### 臨涇侯
| 事項 | 封爵   | 謚 | 姓名 | 在位時間 | 備註 |
| 始封 | 臨涇侯 |    | 楊秋 |          |      |

### 高陽鄉侯→安邑侯
| 事項 | 封爵            | 謚              | 姓名            | 在位時間        | 備註            |
| 始封 | 高陽鄉侯        |                 | 毌丘興          |                 |                 |
| 襲封 | 高陽鄉侯        |                 | 毌丘儉          | －238年         | 毌丘興子        |
| 襲封 | 安邑侯          |                 | 毌丘儉          | 238年－255年    | 毌丘興子        |
| 食邑 | 3900戶（238年） | 3900戶（238年） | 3900戶（238年） | 3900戶（238年） | 3900戶（238年） |
| 結局 | 伏誅，國除。    | 伏誅，國除。    | 伏誅，國除。    | 伏誅，國除。    | 伏誅，國除。    |

### 封號不詳
- 列侯（220年－230年）吳質，謚醜侯→威侯[76]
- 列侯（220年－）王象[77]

## 明帝始封

### 東亭侯
| 事項 | 封爵           | 謚             | 姓名           | 在位時間       | 備註           |
| 始封 | 東亭侯         | 景侯           | 劉曄           | 226年－234年   |                |
| 襲封 | 東亭侯         |                | 劉寓           |                | 劉曄子         |
| 食邑 | 300戶（226年） | 300戶（226年） | 300戶（226年） | 300戶（226年） | 300戶（226年） |

### 樂陽亭侯→左鄉侯→中都侯
| 事項 | 封爵                                         | 謚                                           | 姓名                                         | 在位時間                                     | 備註                                         |
| 始封 | 樂陽亭侯                                     |                                              | 孫資                                         | 226年－232年                                 |                                              |
| 始封 | 左鄉侯                                       |                                              | 孫資                                         | 232年－238年                                 |                                              |
| 始封 | 中都侯                                       | 貞侯                                         | 孫資                                         | 238年－251年                                 |                                              |
| 襲封 | 中都侯                                       |                                              | 孫宏                                         | －264年                                      | 孫資子                                       |
| 食邑 | 700戶→1000戶（239年）                        | 700戶→1000戶（239年）                        | 700戶→1000戶（239年）                        | 700戶→1000戶（239年）                        | 700戶→1000戶（239年）                        |
| 結局 | 五等開建，以孫資著勳前朝，改封孫宏為離石子。 | 五等開建，以孫資著勳前朝，改封孫宏為離石子。 | 五等開建，以孫資著勳前朝，改封孫宏為離石子。 | 五等開建，以孫資著勳前朝，改封孫宏為離石子。 | 五等開建，以孫資著勳前朝，改封孫宏為離石子。 |

### 昌武亭侯
| 事項 | 封爵                   | 謚                     | 姓名                   | 在位時間               | 備註                   |
| 始封 | 昌武亭侯               |                        | 司馬遺                 | 226年－                |                        |
| 襲封 | 昌武亭侯               |                        | 司馬洪                 | －264年                | 司馬遺從子             |
| 食邑 | 100戶（226年）         | 100戶（226年）         | 100戶（226年）         | 100戶（226年）         | 100戶（226年）         |
| 結局 | 五等開建，進封襄賁男。 | 五等開建，進封襄賁男。 | 五等開建，進封襄賁男。 | 五等開建，進封襄賁男。 | 五等開建，進封襄賁男。 |

### 津陽亭侯
| 事項 | 封爵           | 謚             | 姓名           | 在位時間       | 備註           |
| 始封 | 津陽亭侯       |                | 徐宣           | 226年－236年   |                |
| 襲封 | 津陽亭侯       |                | 徐欽           |                | 徐宣子         |
| 食邑 | 200戶（226年） | 200戶（226年） | 200戶（226年） | 200戶（226年） | 200戶（226年） |

### 延壽亭侯→萬歲鄉侯→安國侯
| 事項 | 封爵                                         | 謚                                           | 姓名                                         | 在位時間                                     | 備註                                         |
| 始封 | 延壽亭侯                                     |                                              | 高柔                                         | 226年－249年                                 |                                              |
| 始封 | 萬歲鄉侯                                     |                                              | 高柔                                         | 249年－254年                                 |                                              |
| 始封 | 安國侯                                       | 元侯                                         | 高柔                                         | 254年－263年                                 |                                              |
| 襲封 | 安國侯                                       |                                              | 高渾                                         | －264年                                      | 高柔孫                                       |
| 食邑 | 4000戶（260年）                              | 4000戶（260年）                              | 4000戶（260年）                              | 4000戶（260年）                              | 4000戶（260年）                              |
| 結局 | 五等開建，以高柔著勳前朝，改封高渾為昌陸子。 | 五等開建，以高柔著勳前朝，改封高渾為昌陸子。 | 五等開建，以高柔著勳前朝，改封高渾為昌陸子。 | 五等開建，以高柔著勳前朝，改封高渾為昌陸子。 | 五等開建，以高柔著勳前朝，改封高渾為昌陸子。 |
| 分封 | 封高柔二子亭侯。                             | 封高柔二子亭侯。                             | 封高柔二子亭侯。                             | 封高柔二子亭侯。                             | 封高柔二子亭侯。                             |

### 清陽亭侯→魯陽鄉侯→某縣侯
| 事項 | 封爵                                          | 謚                                            | 姓名                                          | 在位時間                                      | 備註                                          |
| 始封 | 清陽亭侯                                      | 貞侯                                          | 裴潛                                          | －244年                                       |                                               |
| 襲封 | 清陽亭侯                                      |                                               | 裴秀                                          | －258年                                       | 裴潛子                                        |
| 襲封 | 魯陽鄉侯                                      |                                               | 裴秀                                          | 258年－260年                                  | 裴潛子                                        |
| 襲封 | 某縣侯                                        |                                               | 裴秀                                          | 260年－264年                                  | 裴潛子                                        |
| 食邑 | 200戶（初封）→1200戶（258年）→1900戶（260年） | 200戶（初封）→1200戶（258年）→1900戶（260年） | 200戶（初封）→1200戶（258年）→1900戶（260年） | 200戶（初封）→1200戶（258年）→1900戶（260年） | 200戶（初封）→1200戶（258年）→1900戶（260年） |
| 結局 | 五等開建，進封廣川侯。                        | 五等開建，進封廣川侯。                        | 五等開建，進封廣川侯。                        | 五等開建，進封廣川侯。                        | 五等開建，進封廣川侯。                        |

### 都亭侯
| 事項 | 封爵          | 謚            | 姓名          | 在位時間      | 備註          |
| 始封 | 都亭侯        | 穆侯          | 徐邈          | －249年       |               |
| 襲封 | 都亭侯        |               | 徐武          |               | 徐邈子        |
| 食邑 | 300戶（初封） | 300戶（初封） | 300戶（初封） | 300戶（初封） | 300戶（初封） |

### 昌平亭侯→長社侯
| 事項 | 封爵                   | 謚                     | 姓名                   | 在位時間               | 備註                   |
| 始封 | 昌平亭侯               |                        | 司馬孚                 | －249年                |                        |
| 始封 | 長社侯                 |                        | 司馬孚                 | 249年－264年           |                        |
| 結局 | 五等開建，進封長樂公。 | 五等開建，進封長樂公。 | 五等開建，進封長樂公。 | 五等開建，進封長樂公。 | 五等開建，進封長樂公。 |

### 安鄉侯
| 事項 | 封爵         | 謚           | 姓名         | 在位時間     | 備註         |
| 始封 | 安鄉侯       |              | 曹羲         | －249年      |              |
| 結局 | 伏誅，國除。 | 伏誅，國除。 | 伏誅，國除。 | 伏誅，國除。 | 伏誅，國除。 |

### 安陽亭侯→安陽鄉侯
| 事項 | 封爵                             | 謚                               | 姓名                             | 在位時間                         | 備註                             |
| 始封 | 安陽亭侯                         |                                  | 崔林                             | 238年                            |                                  |
| 始封 | 安陽鄉侯                         | 孝侯                             | 崔林                             | 238年－244年                     |                                  |
| 襲封 | 安陽鄉侯                         |                                  | 崔述                             |                                  | 崔林子                           |
| 食邑 | 600戶（238年）                   | 600戶（238年）                   | 600戶（238年）                   | 600戶（238年）                   | 600戶（238年）                   |
| 分封 | 景初中，分崔林食邑，封一子列侯。 | 景初中，分崔林食邑，封一子列侯。 | 景初中，分崔林食邑，封一子列侯。 | 景初中，分崔林食邑，封一子列侯。 | 景初中，分崔林食邑，封一子列侯。 |

### 新城鄉侯→高都侯
| 事項 | 封爵       | 謚         | 姓名       | 在位時間     | 備註       |
| 始封 | 新城鄉侯   |            | 司馬昭     | 238年－252年 | 以罪削爵   |
| 始封 | 新城鄉侯   |            | 司馬昭     | 253年－254年 | 復封       |
| 始封 | 高都侯     |            | 司馬昭     | 254年－263年 |            |
| 結局 | 進封晉公。 | 進封晉公。 | 進封晉公。 | 進封晉公。   | 進封晉公。 |

### 平陽亭侯→某鄉侯→平壽侯
| 事項 | 封爵                   | 謚                     | 姓名                   | 在位時間               | 備註                   |
| 始封 | 平陽亭侯               |                        | 司馬駿                 | 238年－                |                        |
| 始封 | 某鄉侯                 |                        | 司馬駿                 |                        |                        |
| 始封 | 平壽侯                 |                        | 司馬駿                 | －264年                |                        |
| 結局 | 五等開建，進封東牟侯。 | 五等開建，進封東牟侯。 | 五等開建，進封東牟侯。 | 五等開建，進封東牟侯。 | 五等開建，進封東牟侯。 |

### 封號不詳
- 列侯（228年－）郝昭[90]
- 列侯（228年－）游楚[91]
- 列侯曹訓
- 列侯曹則
- 列侯曹彥
- 列侯曹皚[92]

## 齊王始封

### 昌陵亭侯→都鄉侯
| 事項 | 封爵                                         | 謚                                           | 姓名                                         | 在位時間                                     | 備註                                         |
| 始封 | 昌陵亭侯                                     |                                              | 蔣濟                                         | 239年－249年                                 |                                              |
| 始封 | 都鄉侯                                       | 景侯                                         | 蔣濟                                         | 249年                                        |                                              |
| 襲封 | 都鄉侯                                       |                                              | 蔣秀                                         |                                              | 蔣濟子                                       |
| 襲封 | 都鄉侯                                       |                                              | 蔣凱                                         | －264年                                      | 蔣秀子                                       |
| 食邑 | 700戶（249年）                               | 700戶（249年）                               | 700戶（249年）                               | 700戶（249年）                               | 700戶（249年）                               |
| 結局 | 五等開建，以蔣濟著勳前朝，改封蔣凱為下蔡子。 | 五等開建，以蔣濟著勳前朝，改封蔣凱為下蔡子。 | 五等開建，以蔣濟著勳前朝，改封蔣凱為下蔡子。 | 五等開建，以蔣濟著勳前朝，改封蔣凱為下蔡子。 | 五等開建，以蔣濟著勳前朝，改封蔣凱為下蔡子。 |

### 萬歲亭侯→廣陽鄉侯
| 事項 | 封爵                   | 謚                     | 姓名                   | 在位時間               | 備註                   |
| 始封 | 萬歲亭侯               |                        | 司馬亮                 | 241年－                |                        |
| 始封 | 廣陽鄉侯               |                        | 司馬亮                 | －264年                |                        |
| 結局 | 五等開建，進封祁陽伯。 | 五等開建，進封祁陽伯。 | 五等開建，進封祁陽伯。 | 五等開建，進封祁陽伯。 | 五等開建，進封祁陽伯。 |

### 南安亭侯→東武鄉侯
| 事項 | 封爵                   | 謚                     | 姓名                   | 在位時間               | 備註                   |
| 始封 | 南安亭侯               |                        | 司馬伷                 | 241年－                |                        |
| 始封 | 東武鄉侯               |                        | 司馬伷                 | －264年                |                        |
| 結局 | 五等開建，進封南皮伯。 | 五等開建，進封南皮伯。 | 五等開建，進封南皮伯。 | 五等開建，進封南皮伯。 | 五等開建，進封南皮伯。 |

### 清惠亭侯
| 事項 | 封爵       | 謚         | 姓名       | 在位時間      | 備註       |
| 始封 | 清惠亭侯   |            | 司馬京     | 241年－嘉平中 |            |
| 襲封 | 清惠亭侯   |            | 司馬機     | －265年       | 司馬京兄子 |
| 結局 | 進封燕王。 | 進封燕王。 | 進封燕王。 | 進封燕王。    | 進封燕王。 |

### 安陽亭侯→平陽鄉侯
| 事項 | 封爵                   | 謚                     | 姓名                   | 在位時間               | 備註                   |
| 始封 | 安陽亭侯               |                        | 司馬榦                 | 241年－                |                        |
| 始封 | 平陽鄉侯               |                        | 司馬榦                 | －264年                |                        |
| 結局 | 五等開建，進封定陶伯。 | 五等開建，進封定陶伯。 | 五等開建，進封定陶伯。 | 五等開建，進封定陶伯。 | 五等開建，進封定陶伯。 |

### 平昌亭侯→武城鄉侯
| 事項 | 封爵                   | 謚                     | 姓名                   | 在位時間               | 備註                   |
| 始封 | 平昌亭侯               |                        | 司馬遂                 | 241年－261年           | 司馬懿弟子             |
| 始封 | 武城鄉侯               |                        | 司馬遂                 | 261年－264年           |                        |
| 結局 | 五等開建，進封祝阿伯。 | 五等開建，進封祝阿伯。 | 五等開建，進封祝阿伯。 | 五等開建，進封祝阿伯。 | 五等開建，進封祝阿伯。 |

### 城陽亭侯
| 事項 | 封爵                   | 謚                     | 姓名                   | 在位時間               | 備註                   |
| 始封 | 城陽亭侯               |                        | 司馬遜                 | 241年－264年           | 司馬懿弟子             |
| 結局 | 五等開建，進封涇陽男。 | 五等開建，進封涇陽男。 | 五等開建，進封涇陽男。 | 五等開建，進封涇陽男。 | 五等開建，進封涇陽男。 |

### 安城亭侯
| 事項 | 封爵         | 謚           | 姓名         | 在位時間     | 備註         |
| 始封 | 安城亭侯     |              | 司馬通       | 241年－      | 司馬懿弟     |
| 襲封 | 安城亭侯     |              | 司馬陵       | －265年      | 司馬通子     |
| 結局 | 進封北海王。 | 進封北海王。 | 進封北海王。 | 進封北海王。 | 進封北海王。 |

### 博昌亭侯
| 事項 | 封爵         | 謚           | 姓名         | 在位時間      | 備註         |
| 始封 | 博昌亭侯     |              | 夏侯霸       | 正始中－249年 |              |
| 結局 | 奔蜀，國除。 | 奔蜀，國除。 | 奔蜀，國除。 | 奔蜀，國除。  | 奔蜀，國除。 |

### 武觀亭侯→京陵侯
| 事項 | 封爵                                    | 謚                                      | 姓名                                    | 在位時間                                | 備註                                    |
| 始封 | 武觀亭侯                                |                                         | 王昶                                    | 正始中－251年                           |                                         |
| 始封 | 京陵侯                                  | 穆侯                                    | 王昶                                    | 251年－259年                            |                                         |
| 襲封 | 京陵侯                                  |                                         | 王渾                                    | －280年                                 |                                         |
| 食邑 | 3700戶→4700戶（258年）→6500戶（泰始初） | 3700戶→4700戶（258年）→6500戶（泰始初） | 3700戶→4700戶（258年）→6500戶（泰始初） | 3700戶→4700戶（258年）→6500戶（泰始初） | 3700戶→4700戶（258年）→6500戶（泰始初） |
| 結局 | 進爵為公                                | 進爵為公                                | 進爵為公                                | 進爵為公                                | 進爵為公                                |

### 長平鄉侯
| 事項 | 封爵            | 謚              | 姓名            | 在位時間        | 備註            |
| 始封 | 長平鄉侯        |                 | 司馬師          | 249年－251年    |                 |
| 食邑 | 1000戶（249年） | 1000戶（249年） | 1000戶（249年） | 1000戶（249年） | 1000戶（249年） |
| 結局 | 襲封舞陽侯      | 襲封舞陽侯      | 襲封舞陽侯      | 襲封舞陽侯      | 襲封舞陽侯      |

### 高樂亭侯→大梁鄉侯→長垣侯
| 事項 | 封爵                                                | 謚                                                  | 姓名                                                | 在位時間                                            | 備註                                                |
| 始封 | 高樂亭侯                                            |                                                     | 盧毓                                                | 249年－254年                                        |                                                     |
| 始封 | 大梁鄉侯                                            |                                                     | 盧毓                                                | 254年－256年                                        |                                                     |
| 始封 | 容城侯                                              | 成侯                                                | 盧毓                                                | 256年－257年                                        |                                                     |
| 襲封 | 容城侯                                              |                                                     | 盧藩                                                |                                                     | 盧毓孫                                              |
| 食邑 | 2300戶（正始中）                                    | 2300戶（正始中）                                    | 2300戶（正始中）                                    | 2300戶（正始中）                                    | 2300戶（正始中）                                    |
| 結局 | 西晉太康中，尚未國絕。                              | 西晉太康中，尚未國絕。                              | 西晉太康中，尚未國絕。                              | 西晉太康中，尚未國絕。                              | 西晉太康中，尚未國絕。                              |
| 分封 | 254年，封子盧欽為大利亭侯（五等開建，進封大梁侯）。 | 254年，封子盧欽為大利亭侯（五等開建，進封大梁侯）。 | 254年，封子盧欽為大利亭侯（五等開建，進封大梁侯）。 | 254年，封子盧欽為大利亭侯（五等開建，進封大梁侯）。 | 254年，封子盧欽為大利亭侯（五等開建，進封大梁侯）。 |

### 大利亭侯
| 事項 | 封爵           | 謚             | 姓名           | 在位時間       | 備註           |
| 始封 | 大利亭侯       | 景侯           | 孫禮           | 249年－250年   |                |
| 襲封 | 大利亭侯       |                | 孫元           |                | 孫禮孫         |
| 食邑 | 100戶（249年） | 100戶（249年） | 100戶（249年） | 100戶（249年） | 100戶（249年） |

### 平樂亭侯
| 事項 | 封爵                   | 謚                     | 姓名                   | 在位時間               | 備註                   |
| 始封 | 平樂亭侯               |                        | 司馬肜                 | 250年－264年           |                        |
| 結局 | 五等開建，進封開平子。 | 五等開建，進封開平子。 | 五等開建，進封開平子。 | 五等開建，進封開平子。 | 五等開建，進封開平子。 |

### 安樂亭侯
| 事項 | 封爵                   | 謚                     | 姓名                   | 在位時間               | 備註                   |
| 始封 | 安樂亭侯               |                        | 司馬倫                 | 250年－264年           |                        |
| 結局 | 五等開建，進封東安子。 | 五等開建，進封東安子。 | 五等開建，進封東安子。 | 五等開建，進封東安子。 | 五等開建，進封東安子。 |

### 陽陵亭侯→南鄉侯
| 事項 | 封爵              | 謚                | 姓名              | 在位時間          | 備註              |
| 始封 | 陽陵亭侯          | 貞侯              | 胡質              | 250年追封         |                   |
| 襲封 | 陽陵亭侯          |                   | 胡威              |                   | 胡質子            |
| 襲封 | 南鄉侯            |                   | 胡威              | －264年           | 胡質子            |
| 食邑 | 100戶（初封）     | 100戶（初封）     | 100戶（初封）     | 100戶（初封）     | 100戶（初封）     |
| 結局 | 五等開建，進封□。 | 五等開建，進封□。 | 五等開建，進封□。 | 五等開建，進封□。 | 五等開建，進封□。 |

### 山陽亭侯→高平侯
| 事項 | 封爵            | 謚              | 姓名            | 在位時間        | 備註            |
| 始封 | 山陽亭侯        |                 | 諸葛誕          | 251年－255年    |                 |
| 始封 | 高平侯          |                 | 諸葛誕          | 255年－258年    |                 |
| 食邑 | 3500戶（255年） | 3500戶（255年） | 3500戶（255年） | 3500戶（255年） | 3500戶（255年） |
| 結局 | 伏誅，國除。    | 伏誅，國除。    | 伏誅，國除。    | 伏誅，國除。    | 伏誅，國除。    |

### 永安亭侯→安樂鄉侯
| 事項 | 封爵                   | 謚                     | 姓名                   | 在位時間               | 備註                   |
| 始封 | 永安亭侯               |                        | 司馬望                 | 251年－                |                        |
| 始封 | 安樂鄉侯               |                        | 司馬望                 | －264年                |                        |
| 結局 | 五等開建，進封順陽侯。 | 五等開建，進封順陽侯。 | 五等開建，進封順陽侯。 | 五等開建，進封順陽侯。 | 五等開建，進封順陽侯。 |

### 長樂亭侯
| 事項 | 封爵         | 謚           | 姓名         | 在位時間     | 備註         |
| 始封 | 長樂亭侯     |              | 司馬攸       | 251年－255年 |              |
| 結局 | 襲封舞陽侯。 | 襲封舞陽侯。 | 襲封舞陽侯。 | 襲封舞陽侯。 | 襲封舞陽侯。 |

### 文陽亭侯
| 事項 | 封爵     | 謚 | 姓名 | 在位時間  | 備註 |
| 始封 | 文陽亭侯 |    | 鄭沖 | 254年前後 |      |

### 長樂鄉侯
| 事項 | 封爵            | 謚              | 姓名            | 在位時間        | 備註            |
| 始封 | 長樂鄉侯        | 威侯            | 郭脩            | 253年追封       |                 |
| 襲封 | 長樂鄉侯        |                 | 郭□             |                 | 郭脩子          |
| 食邑 | 1000戶（253年） | 1000戶（253年） | 1000戶（253年） | 1000戶（253年） | 1000戶（253年） |

### 北平亭侯→新昌鄉侯
| 事項 | 封爵     | 謚       | 姓名     | 在位時間      | 備註     |
| 始封 | 北平亭侯 |          | 司馬炎   | 嘉平中－260年 |          |
| 始封 | 新昌鄉侯 |          | 司馬炎   | 260年－264年  |          |
| 結局 | 拜晉世子 | 拜晉世子 | 拜晉世子 | 拜晉世子      | 拜晉世子 |

### 封號不詳
- 亭侯（239年－）劉某，劉放子
- 亭侯（239年－）孫某，孫資子
- 亭侯（246年－）劉某，劉放子
- 亭侯（246年－）孫某，孫資子[120]
- 鄉侯（251年－）楊弘
- 鄉侯（251年－）黃華[121]
- 列侯（253年－）張特[122]

## 高貴鄉公始封

### 武鄉亭侯→陽鄉侯
| 事項 | 封爵                                         | 謚                                           | 姓名                                         | 在位時間                                     | 備註                                         |
| 始封 | 武鄉亭侯                                     |                                              | 傅嘏                                         | 254年－255年                                 |                                              |
| 始封 | 陽鄉侯                                       | 元侯                                         | 傅嘏                                         | 255年                                        |                                              |
| 襲封 | 陽鄉侯                                       |                                              | 傅祗                                         | －264年                                      | 傅嘏子                                       |
| 食邑 | 600戶（254年）→1200戶（255年）               | 600戶（254年）→1200戶（255年）               | 600戶（254年）→1200戶（255年）               | 600戶（254年）→1200戶（255年）               | 600戶（254年）→1200戶（255年）               |
| 結局 | 五等開建，以傅嘏著勳前朝，改封傅祗為涇原子。 | 五等開建，以傅嘏著勳前朝，改封傅祗為涇原子。 | 五等開建，以傅嘏著勳前朝，改封傅祗為涇原子。 | 五等開建，以傅嘏著勳前朝，改封傅祗為涇原子。 | 五等開建，以傅嘏著勳前朝，改封傅祗為涇原子。 |

### 中鄉亭侯→陽鄉侯
| 事項 | 封爵                                         | 謚                                           | 姓名                                         | 在位時間                                     | 備註                                         |
| 始封 | 中鄉亭侯                                     |                                              | 王觀                                         | 254年－260年                                 |                                              |
| 始封 | 陽鄉侯                                       | 肅侯                                         | 王觀                                         | 260年                                        |                                              |
| 襲封 | 陽鄉侯                                       | －264年                                      | 王悝                                         |                                              | 王觀子                                       |
| 食邑 | 1500戶→2500戶（260年）                       | 1500戶→2500戶（260年）                       | 1500戶→2500戶（260年）                       | 1500戶→2500戶（260年）                       | 1500戶→2500戶（260年）                       |
| 結局 | 五等開建，以王觀著勳前朝，改封王悝為膠東子。 | 五等開建，以王觀著勳前朝，改封王悝為膠東子。 | 五等開建，以王觀著勳前朝，改封王悝為膠東子。 | 五等開建，以王觀著勳前朝，改封王悝為膠東子。 | 五等開建，以王觀著勳前朝，改封王悝為膠東子。 |

### 常樂亭侯→安樂鄉侯→東武侯
| 事項 | 封爵 | 謚 | 姓名 | 在位時間 | 備註 |
| 始封 | 常樂亭侯 | | 王基 | 254年－255年                                                                                                   | |
| 始封 | 安樂鄉侯 | | 王基 | 255年－258年                                                                                                   | |
| 始封 | 東武侯 | 景侯 | 王基 | 258年－261年                                                                                                   | |
| 襲封 | 東武侯 | | 王徽 | －264年前 | 王基子 |
| 食邑 | 4700戶→5700戶（260年）                                                                                         | 4700戶→5700戶（260年）                                                                                         | 4700戶→5700戶（260年）                                                                                         | 4700戶→5700戶（260年）                                                                                         | 4700戶→5700戶（260年）                                                                                         |
| 結局 | 五等開建，以王基著勳前朝，改封其孫王廙為□子。                                                                  | 五等開建，以王基著勳前朝，改封其孫王廙為□子。                                                                  | 五等開建，以王基著勳前朝，改封其孫王廙為□子。                                                                  | 五等開建，以王基著勳前朝，改封其孫王廙為□子。                                                                  | 五等開建，以王基著勳前朝，改封其孫王廙為□子。                                                                  |
| 分封 | 255年，分王基食邑二百戶，賜其叔父子王喬爵關內侯； 封子二人亭侯、關內侯； 264年，以東武餘邑賜王基一子爵關內侯。 | 255年，分王基食邑二百戶，賜其叔父子王喬爵關內侯； 封子二人亭侯、關內侯； 264年，以東武餘邑賜王基一子爵關內侯。 | 255年，分王基食邑二百戶，賜其叔父子王喬爵關內侯； 封子二人亭侯、關內侯； 264年，以東武餘邑賜王基一子爵關內侯。 | 255年，分王基食邑二百戶，賜其叔父子王喬爵關內侯； 封子二人亭侯、關內侯； 264年，以東武餘邑賜王基一子爵關內侯。 | 255年，分王基食邑二百戶，賜其叔父子王喬爵關內侯； 封子二人亭侯、關內侯； 264年，以東武餘邑賜王基一子爵關內侯。 |

### 廣昌亭侯→安城鄉侯
| 事項 | 封爵                   | 謚                     | 姓名                   | 在位時間               | 備註                   |
| 始封 | 廣昌亭侯               |                        | 鄭袤                   | 254年－260年           |                        |
| 始封 | 安城鄉侯               |                        | 鄭袤                   | 260年－264年           |                        |
| 食邑 | 1000戶（260年）        | 1000戶（260年）        | 1000戶（260年）        | 1000戶（260年）        | 1000戶（260年）        |
| 結局 | 五等開建，進封密陵伯。 | 五等開建，進封密陵伯。 | 五等開建，進封密陵伯。 | 五等開建，進封密陵伯。 | 五等開建，進封密陵伯。 |

### 方城亭侯→方城鄉侯→鄧侯
| 事項 | 封爵                                            | 謚                                              | 姓名                                            | 在位時間                                        | 備註                                            |
| 始封 | 方城亭侯                                        |                                                 | 鄧艾                                            | 254年－255年                                    |                                                 |
| 始封 | 方城鄉侯                                        |                                                 | 鄧艾                                            | 255年－256年                                    |                                                 |
| 始封 | 鄧侯                                            |                                                 | 鄧艾                                            | 256年－264年                                    |                                                 |
| 食邑 | 6600戶（261年）→26600戶（263年）                | 6600戶（261年）→26600戶（263年）                | 6600戶（261年）→26600戶（263年）                | 6600戶（261年）→26600戶（263年）                | 6600戶（261年）→26600戶（263年）                |
| 結局 | 伏誅，國除。                                    | 伏誅，國除。                                    | 伏誅，國除。                                    | 伏誅，國除。                                    | 伏誅，國除。                                    |
| 分封 | 256年，分鄧艾食邑五百戶，封其子鄧忠為惠唐亭侯。 | 256年，分鄧艾食邑五百戶，封其子鄧忠為惠唐亭侯。 | 256年，分鄧艾食邑五百戶，封其子鄧忠為惠唐亭侯。 | 256年，分鄧艾食邑五百戶，封其子鄧忠為惠唐亭侯。 | 256年，分鄧艾食邑五百戶，封其子鄧忠為惠唐亭侯。 |

### 東武亭侯→某縣侯
| 事項 | 封爵           | 謚             | 姓名           | 在位時間       | 備註           |
| 始封 | 東武亭侯       |                | 鍾會           | 255年－263年   |                |
| 始封 | 某縣侯         |                | 鍾會           | 263年－264年   |                |
| 食邑 | 300戶（255年） | 300戶（255年） | 300戶（255年） | 300戶（255年） | 300戶（255年） |
| 結局 | 伏誅，國除。   | 伏誅，國除。   | 伏誅，國除。   | 伏誅，國除。   | 伏誅，國除。   |

### 萬歲亭侯
| 事項 | 封爵                   | 謚                     | 姓名                   | 在位時間               | 備註                   |
| 始封 | 萬歲亭侯               |                        | 王祥                   | 255年－264年           |                        |
| 結局 | 五等開建，進封睢陵侯。 | 五等開建，進封睢陵侯。 | 五等開建，進封睢陵侯。 | 五等開建，進封睢陵侯。 | 五等開建，進封睢陵侯。 |

### 萬歲亭侯→某鄉侯
| 事項 | 封爵                   | 謚                     | 姓名                   | 在位時間               | 備註                   |
| 始封 | 萬歲亭侯               |                        | 荀顗                   | 255年－264年           |                        |
| 始封 | 某鄉侯                 |                        | 荀顗                   | 264年                  |                        |
| 食邑 | 400戶（255年）         | 400戶（255年）         | 400戶（255年）         | 400戶（255年）         | 400戶（255年）         |
| 結局 | 五等開建，進封臨淮侯。 | 五等開建，進封臨淮侯。 | 五等開建，進封臨淮侯。 | 五等開建，進封臨淮侯。 | 五等開建，進封臨淮侯。 |

### 武進亭侯→斄城鄉侯
| 事項 | 封爵                            | 謚                              | 姓名                            | 在位時間                        | 備註                            |
| 始封 | 武進亭侯                        |                                 | 魯芝                            | 258年－260年                    |                                 |
| 始封 | 斄城鄉侯                        |                                 | 魯芝                            | 260年－264年                    |                                 |
| 食邑 | 1300戶（258年）→2100戶（260年） | 1300戶（258年）→2100戶（260年） | 1300戶（258年）→2100戶（260年） | 1300戶（258年）→2100戶（260年） | 1300戶（258年）→2100戶（260年） |
| 結局 | 五等開建，進封陰平伯。          | 五等開建，進封陰平伯。          | 五等開建，進封陰平伯。          | 五等開建，進封陰平伯。          | 五等開建，進封陰平伯。          |

### 東光侯
| 事項 | 封爵              | 謚                | 姓名              | 在位時間          | 備註              |
| 始封 | 東光侯            |                   | 石苞              | 258年－264年      |                   |
| 結局 | 五等開建，進封□。 | 五等開建，進封□。 | 五等開建，進封□。 | 五等開建，進封□。 | 五等開建，進封□。 |

### 臨泗亭侯
| 事項 | 封爵         | 謚           | 姓名         | 在位時間     | 備註         |
| 始封 | 臨泗亭侯     |              | 司馬鑒       | 258年－265年 |              |
| 結局 | 進封樂安王。 | 進封樂安王。 | 進封樂安王。 | 進封樂安王。 | 進封樂安王。 |

### 封號不詳
- 列侯（255年－）張屬[135]

## 元帝始封

### 安平侯
| 事項 | 封爵                   | 謚                     | 姓名                   | 在位時間               | 備註                   |
| 始封 | 安平侯                 |                        | 王沈                   | 260年－264年           |                        |
| 食邑 | 2000戶（260年）        | 2000戶（260年）        | 2000戶（260年）        | 2000戶（260年）        | 2000戶（260年）        |
| 結局 | 五等開建，進封博陵侯。 | 五等開建，進封博陵侯。 | 五等開建，進封博陵侯。 | 五等開建，進封博陵侯。 | 五等開建，進封博陵侯。 |

### 廣年侯
| 事項 | 封爵                   | 謚                     | 姓名                   | 在位時間               | 備註                   |
| 始封 | 廣年侯                 |                        | 程憘                   | 264年－                |                        |
| 結局 | 西晉太康中，尚未國絕。 | 西晉太康中，尚未國絕。 | 西晉太康中，尚未國絕。 | 西晉太康中，尚未國絕。 | 西晉太康中，尚未國絕。 |

### 甘露亭侯
| 事項 | 封爵     | 謚 | 姓名 | 在位時間     | 備註 |
| 始封 | 甘露亭侯 |    | 羊琇 | 265年－282年 |      |

### 封號不詳
- 亭侯（263年－264年）鄧某，食邑千戶，鄧艾子
- 亭侯（263年－264年）鄧某，食邑千戶，鄧艾子[139]
- 鄉侯（264年－）夏侯和
- 鄉侯（264年－）賈輔[140]

## 始封者不詳

### 陰密侯
| 事項 | 封爵   | 謚 | 姓名 | 在位時間 | 備註 |
| 始封 | 陰密侯 |    | 胡遵 | －256年  |      |

### 廣陸亭侯→建成鄉侯
| 事項 | 封爵          | 謚            | 姓名          | 在位時間      | 備註          |
| 始封 | 廣陸亭侯      |               | 劉靖          | －254年       |               |
| 始封 | 建成鄉侯      | 景侯          | 劉靖          | 254年追封     |               |
| 襲封 | 建成鄉侯      |               | 劉熙          |               | 劉靖子        |
| 食邑 | 300戶（初封） | 300戶（初封） | 300戶（初封） | 300戶（初封） | 300戶（初封） |

### 山桑侯
| 事項 | 封爵         | 謚           | 姓名         | 在位時間     | 備註         |
| 始封 | 山桑侯       |              | 文欽         | －255年      |              |
| 結局 | 奔吳，國除。 | 奔吳，國除。 | 奔吳，國除。 | 奔吳，國除。 | 奔吳，國除。 |

### 安國亭侯→廣陵侯
| 事項 | 封爵                 | 謚                   | 姓名                 | 在位時間             | 備註                 |
| 始封 | 安國亭侯             |                      | 陳騫                 | －258年              |                      |
| 始封 | 廣陵侯               |                      | 陳騫                 | 258年－264年         |                      |
| 結局 | 五等開建，進封郯侯。 | 五等開建，進封郯侯。 | 五等開建，進封郯侯。 | 五等開建，進封郯侯。 | 五等開建，進封郯侯。 |

### 長合鄉侯
| 事項 | 封爵     | 謚 | 姓名 | 在位時間 | 備註 |
| 始封 | 長合鄉侯 |    | 袁亮 | 254年見  |      |

### 貞陵亭侯
| 事項 | 封爵     | 謚 | 姓名 | 在位時間 | 備註 |
|      | 貞陵亭侯 |    | 王渾 |          |      |

### 都亭侯
| 事項 | 封爵   | 謚   | 姓名 | 在位時間 | 備註 |
|      | 都亭侯 | 定侯 | 李秉 |          |      |

| 事項 | 封爵                 | 謚                   | 姓名                 | 在位時間             | 備註                 |
|      | 都亭侯               |                      | 賈敷                 |                      |                      |
| 封地 | 都亭位於勃海郡廣川縣 | 都亭位於勃海郡廣川縣 | 都亭位於勃海郡廣川縣 | 都亭位於勃海郡廣川縣 | 都亭位於勃海郡廣川縣 |

### 臨渭亭侯→某鄉侯
| 事項 | 封爵     | 謚 | 姓名 | 在位時間 | 備註 |
| 始封 | 臨渭亭侯 |    | 龐會 | －257年  |      |
| 始封 | 某鄉侯   |    | 龐會 | 257年－  |      |

### 東武城侯
| 事項 | 封爵         | 謚           | 姓名         | 在位時間     | 備註         |
| 始封 | 東武城侯     | 戴侯         | 司馬馗       |              |              |
| 襲封 | 東武城侯     |              | 司馬權       | －265年      | 司馬馗子     |
| 結局 | 進封彭城王。 | 進封彭城王。 | 進封彭城王。 | 進封彭城王。 | 進封彭城王。 |

### 樂陵亭侯
| 事項 | 封爵         | 謚           | 姓名         | 在位時間     | 備註         |
| 始封 | 樂陵亭侯     |              | 司馬楙       | 260年－265年 |              |
| 結局 | 進封東平王。 | 進封東平王。 | 進封東平王。 | 進封東平王。 | 進封東平王。 |

### 武始亭侯
| 事項 | 封爵                   | 謚                     | 姓名                   | 在位時間               | 備註                   |
| 始封 | 武始亭侯               |                        | 司馬晃                 | 260年－264年           |                        |
| 結局 | 五等開建，進封西安男。 | 五等開建，進封西安男。 | 五等開建，進封西安男。 | 五等開建，進封西安男。 | 五等開建，進封西安男。 |

### 長樂亭侯→貴壽鄉侯
| 事項 | 封爵                   | 謚                     | 姓名                   | 在位時間               | 備註                   |
| 始封 | 長樂亭侯               |                        | 司馬瓌                 | 260年－                |                        |
| 始封 | 貴壽鄉侯               |                        | 司馬瓌                 | －264年                |                        |
| 結局 | 五等開建，進封固始子。 | 五等開建，進封固始子。 | 五等開建，進封固始子。 | 五等開建，進封固始子。 | 五等開建，進封固始子。 |

### 高陽鄉侯
| 事項 | 封爵                   | 謚                     | 姓名                   | 在位時間               | 備註                   |
| 始封 | 高陽鄉侯               |                        | 司馬珪                 | －264年                |                        |
| 結局 | 五等開建，進封湞陽子。 | 五等開建，進封湞陽子。 | 五等開建，進封湞陽子。 | 五等開建，進封湞陽子。 | 五等開建，進封湞陽子。 |

### 德陽鄉侯
| 事項 | 封爵                   | 謚                     | 姓名                   | 在位時間               | 備註                   |
| 始封 | 德陽鄉侯               |                        | 司馬衡                 | －264年                |                        |
| 結局 | 五等開建，進封汝陽子。 | 五等開建，進封汝陽子。 | 五等開建，進封汝陽子。 | 五等開建，進封汝陽子。 | 五等開建，進封汝陽子。 |

### 樂安亭侯
| 事項 | 封爵       | 謚         | 姓名       | 在位時間     | 備註       |
| 始封 | 樂安亭侯   |            | 司馬子文   | 260年－265年 |            |
| 結局 | 進封沛王。 | 進封沛王。 | 進封沛王。 | 進封沛王。   | 進封沛王。 |

### 陽亭侯
| 事項 | 封爵         | 謚           | 姓名         | 在位時間     | 備註         |
| 始封 | 陽亭侯       |              | 司馬泰       | 260年－265年 |              |
| 結局 | 進封隴西王。 | 進封隴西王。 | 進封隴西王。 | 進封隴西王。 | 進封隴西王。 |

### 安平亭侯
| 事項 | 封爵         | 謚           | 姓名         | 在位時間     | 備註         |
| 始封 | 安平亭侯     |              | 司馬睦       | 260年－265年 |              |
| 結局 | 進封中山王。 | 進封中山王。 | 進封中山王。 | 進封中山王。 | 進封中山王。 |

### 習陽亭侯
| 事項 | 封爵       | 謚         | 姓名       | 在位時間     | 備註       |
| 始封 | 習陽亭侯   |            | 司馬順     | 260年－265年 |            |
| 結局 | 廢為庶人。 | 廢為庶人。 | 廢為庶人。 | 廢為庶人。   | 廢為庶人。 |

### 安樂鄉侯
| 事項 | 封爵     | 謚 | 姓名 | 在位時間 | 備註 |
| 始封 | 安樂鄉侯 |    | 張普 | 260年? - |      |

### 封號不詳
- 列侯王思[164]
- 列侯夏侯廉
- 列侯夏侯楙[165]
- 列侯曹瑜[166]
- 亭侯（－257年）路蕃[151]
- 列侯荀霬，諡貞侯。
  - 列侯（－264年）荀愷，五等開建，以父著勳前朝，改封南頓子。[167]
- 列侯（－261年）州泰，謚壯侯。[168]
- 亭侯（－264年）武陔，五等開建，進封薛侯。[169]
- 列侯楊暨，謚肅侯。
  - 列侯（－264年）楊肇，五等開建，進封東武子。[170]

### 姓氏不詳
- 安壽亭侯□演（254年見）
- 昌武亭侯□廙（254年見）
- 睢陽侯□初（254年見）[171]